# مكناس
مكناس (بالأمازيغية: ⴰⵎⴽⵏⴰⵙ) أو المدينة الإسماعيلية، هي مدينة مغربية تُعد واحدة من العواصم التاريخية للمغرب. تقع شمال المملكة المغربية على هضبة سايس، على بعد 140 كيلومترًا شرق العاصمة الرباط، وتُعتبر أحد قطبي جهة فاس مكناس.
بلغ عدد سكانها 517 ألف نسمة وفقًا لإحصاء سنة 2014. وتمتد مكناس على مساحة 1786 كيلومترًا مربعًا، وتقع بين سلسلتين جبليتين هما سلسلة جبال الريف شمالًا، وسلسلة الأطلس المتوسط جنوبًا.
تنقسم ولاية مكناس إلى عمالتين، هما عمالة المنزه وعمالة الإسماعيلية، وتضم 21 جماعة منها 15 جماعة قروية. تقع مدينة مكناس في ملتقى المحاور الطرقية والسككية التي تربط بين الرباط والقنيطرة ووجدة من جهة، وطنجة ومراكش من جهة أخرى، مما جعلها تاريخيًا منطقة عبور واستقرار منذ القدم، ومكّنها من اكتساب أهمية استراتيجية كبيرة.

## التأسيس
وتعتبر مكناس من أقدم الحواضر المغربية، تأسست على يد قبيلة مكناسة (إمكناسن) الأمازيغية التي يرجح أنها قبيلة المکنيتيين التي ذكرت في النصوص الإغريقية واللاتينية، والتي استوطنت مدينة وليلي والأطلس المتوسط. وإذا ما عدنا إلى مسألة نشأة المدينة فالبعض يؤرخ تأسيسها بالقرن الرابع قبل الميلاد، فيما يرجع الزياني البدايات الأولى لهذا التأسيس إلى فترة ما قبل الإسلام دون أن يحسم في التدقيق الزمني ويشاركه الرأي صاحب الاستقصا بتصنيفه مدينة مكناس ضمن الأمصار القديمة بأرض المغرب بناها البربر قبل الإسلام، وفي السياق نفسه يذهب ابن زيدان إلى أن تخطيط مكناسة كان قبل الإسلام اختطها البربر قبل الرومان. وثمة روايات متأخرة عن فترة التأسيس تفيد أقدمية مكناسة وبروزها كمدينة مع مشارف القرن 3ه/9م حيث تتحدث عنها المصادر بصفتها قاعدة من القواعد الحضرية التي كانت من نصيب الأمير أحمد بن إدريس الثاني إثر التقسيم الذي أقدم عليه الأمير محمد بن إدريس الثاني بوصية من جدته كنزة. وعلى الرغم من أقدميتها إلا أنها لم تصبح حاضرة إلا مع مجيء المرابطين حيث ازدهرت المدينة، وظهرت بعض الأحياء أهمها القصبة المرابطية «تاكرارت» كما شيدوا مسجد النجارين وأحاطوا المدينة بسور في نهاية عهدهم، ويعتبر الحي الذي لا زال يوجد قرب مسجد النجارين المشيد من طرف المرابطين أقدم أحياء المدينة. وفي عهد الموحدين عرفت المدينة ازدهارا عمرانيا حيث تم توسيع المسجد الكبير في عهد محمد الناصر (1199-1213م)، وتزويد المدينة بالماء بواسطة نظام متطور انطلاقا من عين «تاكما» لتلبية حاجيات الحمامات والمساجد والسقايات. كما اعتنى بالمدينة بنو مرين إذ شيدوا بها المساجد والمدارس والزوايا وجعلوها كرسي للوزارة لتبلغ أوجها كعاصمة للمغرب الإمبراطوري كله بعهد العلويين مع المولى إسماعيل (بين 1672 و1727)، ومن هذه الفترة تستمد تسميتها الشائعة «العاصمة الإسماعيلية» أو «الحاضرة الإسماعيلية». تعتبر مكناس سادس أكبر مدينة مغربية حسب عدد السكان، وفق إحصاء 2014، وهي مسجلة كتراث تاريخي عالمي من طرف اليونسكو منذ 1996.
يقول فيها صاحب كتاب البستان «"لو اجتمعت آثار دول ملوك الإسلام لرجح بها ما بناه السلطان الأعظم المولى إسماعيل في قلعة مكناس دار ملكه، ولم تزل تلك البناءات على طول الدهر قائمةً كالجبال لم تخلفها عواصف الرياح ولا كثرة الأمطار والثلوج ولا آفات الزلازل، وقد شاهدنا آثار الأقدمين بالمشرق والمغرب وبلاد الترك والروم فما رأينا مثل ذلك في دولهم ولا شاهدناه في آثارهم، وكلُّ من شاهد تلك الآثار من سفراء الترك والروم يعجب من عظمتها، ويقول: ليس هذا من عمل بني آدم ولا يقوم به مال".»

## التسمية
اختلف المؤرخون حول أصل تسمية المدينة، التي ورد ذكرها أو ذكر موقعها الحالي بتسمية أخرى هي مكناسة. توجد فرضيتان محتملتان وهما انتساب التسمية إلى الأصل الأمازيغي، نسبة إلى فرع قبيلة زناتة الأمازيغية مكناسة أو إمكناسن (جمع أمكناس وتعني بالأمازيغية المحارب)، التي كانت تستوطن المجال الممتد بين المغرب الشرقي وتافيلالت، والتي كانت ضمن القبائل التي احتضنت إدريس الأول عند قدومه إلى المغرب، وهي الفرضية الأكثر احتمالا نظرا لتواجد مناطق أخرى في المجال المغاربي تحمل (أو حملت) نفس التسمية (مكناس أو مكناسة)، كمدينة تازة مثلا. تنبغي الإشارة إلى أن التجمع العمراني المشيد من طرف مكناسة عرف بمكناسة الزيتون واسم آخر «تاورة»، حسب المؤرخ بوشتة بوعسرية. تاريخيا، كان الوجود العمراني في المنطقة عبارة عن قلاع وقصبات متناثرة، ولم تتشكل أول نواة عمرانية جادة لمدينة متكاملة إلا في عهد يوسف بن تاشفين (سنة 1063)، بضعة كيلومترات جنوب موقع تاورة.

## تاريخ

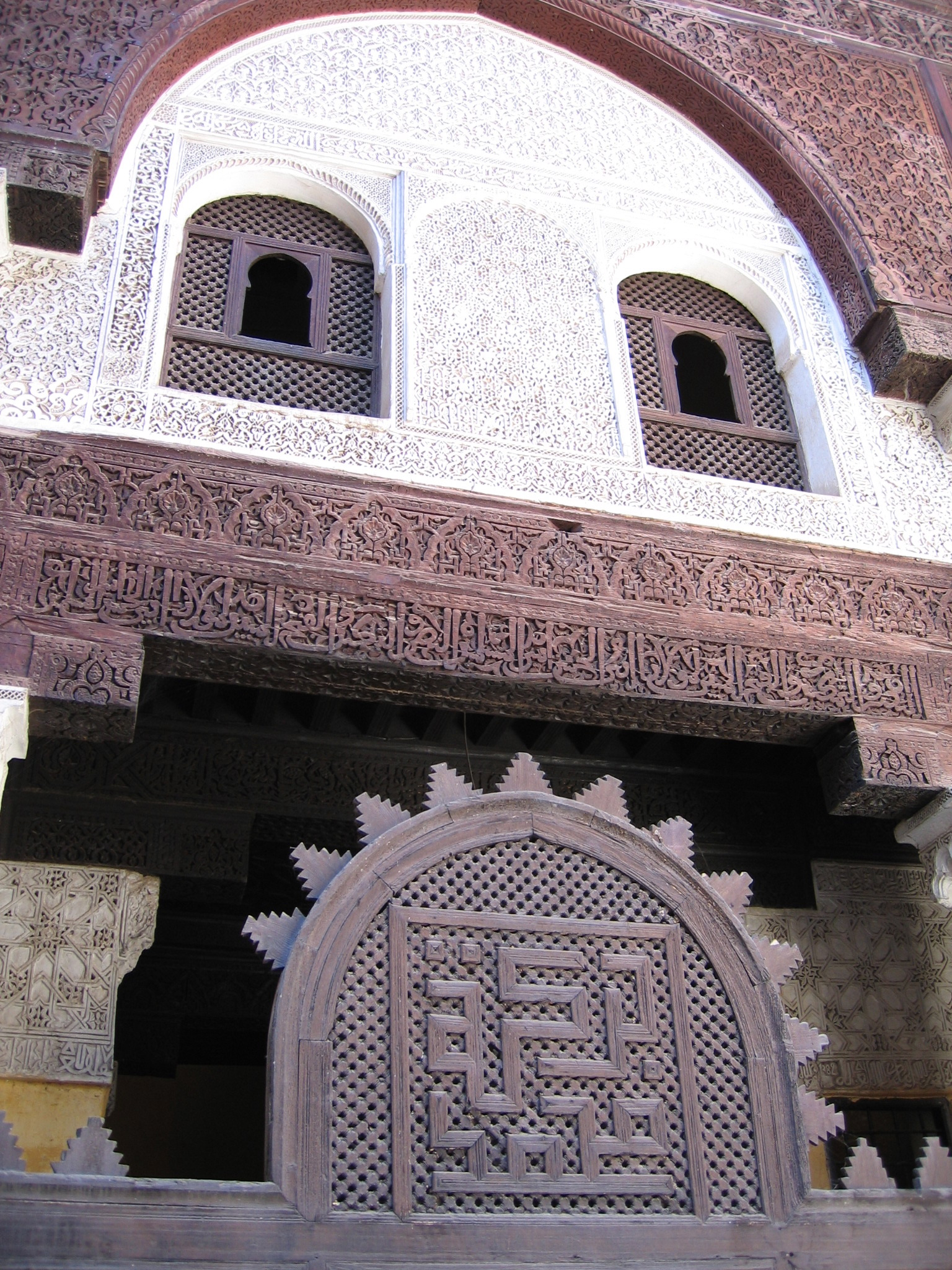
المدرسة البوعنانية في مكناس

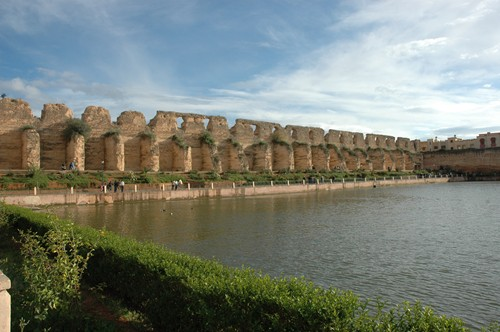
صهريج الصواني بمكناس

تعد مدينة مكناس إحدى حواضر المغرب الشهيرة خلال العصور الإسلامية، برزت في عهد الأدارسة، ورأت النور واصبحت حاضرة خلال القرن العاشر الميلادي في عهد المرابطين، وظلت مدينة مهمة وحاضرة كبرى في عهد الموحدين والمرينين؛ غير أنه إبان الفتن التي أنذرت بإنقراض دولة بني مرين أصاب التخريب بعض أجزاء المدينة ومنشأتها إلى حين مجيء أبو زكريا الوطاسي الذي أعاد الحياة للمدينة وضواحيها حسب ماسجله ابن غازي:
«فتوالت عليها الفتن.. ثم تداركها الله سبحانه بدخول الأمير أبي زكريا الوطاسي فأحسن إلى أهلها... وجدد بها بعض الرسوم الدارسة».
وفي عهد السعديين دخلت المدينة مرحلة التراجع بالنظر إلى الإستراتيجية التي نهجها السلاطين السعديون، حيث تضاءلت أهمية مدن الشمال وركزوا على جنوب المغرب وخصوه بجل منشآتهم. عموماً اتخذ السعديون مدينة مكناس كقاعدة إستراتيجية دون العمل على تطويرها وتعميرها، ولم يخلفوا أثراً أو معلمة تخلد ذكرهم. وقد طال هذا الإهمال إلى حدود النصف الأول من القرن 17م حيث عرفت المدينة إثر بيعة المولى إسماعيل أهم مرحلة في التوسع العمراني، إذ اتخذها عاصمة لملكه وجعلها تتبوأ مراكز الصدارة من بين الحواضر المغربية.
كان طموح المولى إسماعيل هو أن يجعل مكناس مدينة تضاهي العواصم الأوربية حتى أنها وصفت بفرساي المغرب مقارنة مع فرساي الملك لويس الرابع عشر المعاصر للمولى إسماعيل وقد عرفت المبادلات والسفارات بين العاهلين شأوا كبيرا آنذاك.
واليوم فإن أشد ما تفخر به مكناس هو مآثرها الإسماعيلية كباب الرايس والبردعيين، باب جديد، باب الخميس، باب منصور لعلج، هري المنصور، مربط الخيول، وصهريج الصواني، قصر المنصور، الدار الكبيرة، ساحة الهديم، لالة عودة والأبراج العديدة الشامخة، فضلًا عن المدينة العتيقة وجوامعها ومآذنها العديدة وأضرحتها وزواياها. لقد استحقت المدينة بما تحضنه من مآثر تاريخية هامة أن تسجل لدى منظمة اليونيسكو في قائمة التراث العالمي سنة 1996.
لم تتنازل مكناس عن أهميتها كمدينة مخزنية وحاضرة كبرى حتى عندما فقدت صفتها كعاصمة سياسية للعلويين خلال المنتصف الثاني من القرن 18م لفائدة جارتها فاس في بداية الأمر إذ كانت سكنا مفضلا لعدد من الأمراء ورجال الدولة. أما خلال خضوع المغرب للحماية الفرنسية فإنها ستستعيد بعض أدوارها كموقع استراتيجي له أهمية عسكرية واقتصادية بالدرجة الأولى، وسيترجم اهتمام سلطات الحماية بهذا الموقع من خلال فتح ورش كبير لتشييد مدينة جديدة على الطراز الأوربي بشوارعها وعماراتها وحدائقها وأحيائها الصناعية والتجارية والسكنية وكافة مرافقها الإدارية والعسكرية والرياضية والثقافية ويرجع الفضل في تحديد معالم المدينة الجديدة إلى الجينيرال بويميرو.

## السكان
بلغ عدد سكان مدينة مكناس 517376 نسمة حسب إحصاء 2014 و653544 نسمة باحتساب مجمل الجماعات الحضرية المشكلة للتجمع العمراني للمدينة: ربع ساكنة المدينة عمرهم أقل من 14 سنة (24.2%) و 11"% أعمارهم فوق 60 سنة. تبلغ نسبة الأمية في المدينة 19.9% بينما 10.8% من السكان يملكون مستوى تعليم جامعي. لهجة التواصل اليومي للمكناسيين هي الدارجة المغربية (99.6%) و 13.6% منهم يستخدمون اللغات الأمازيغية (تشلحيت، تمازيغت وتريفيت) كلهجات تواصل أولى إلى جانب الدارجة.
| الجماعة الحضرية   | عدد السكان |
| ----------------- | ---------- |
| مكناس             | 517376     |
| المشور الستينية   | 4630       |
| بوفكران           | 12941      |
| تولال             | 19077      |
| مولاي إدريس زرهون | 11610      |
| ويسلان            | 87910      |

| المؤشر                                                      | ذكور | إناث | المجموع |
| ----------------------------------------------------------- | ---- | ---- | ------- |
| نسبة الأمية %                                               | 11.5 | 27.8 | 19.9    |
| نسبة الساكنة %، فوق 10 سنوات، التي تعرف القراءة والكتابة ب: |      |      |         |
| العربية فقط                                                 | 22.5 | 23.0 | 22.7    |
| العربية والفرنسية فقط                                       | 49.5 | 46.9 | 48.3    |
| العربية والفرنسية والإنجليزية                               | 24.0 | 26.3 | 25.1    |
| لغات أخرى                                                   | 4.0  | 3.8  | 3.9     |
| نسبة % تمدرس الأطفال بين 7 و12 سنة                          | 98.0 | 98.3 | 98.2    |
| مستوى التعليم %                                             |      |      |         |
| بدون                                                        | 16.9 | 31.0 | 24.1    |
| أولي                                                        | 5.8  | 4.4  | 5.1     |
| ابتدائي                                                     | 29.3 | 24.5 | 26.9    |
| ثانوي إعدادي                                                | 19.5 | 16.3 | 17.8    |
| ثانوي تأهيلي                                                | 16.8 | 13.8 | 15.3    |
| جامعي                                                       | 11.6 | 10.0 | 10.8    |

| اللهجة  | النسبة % (غير حصرية) |
| ------- | -------------------- |
| الدارجة | 99.6                 |
| تشلحيت  | 4.1                  |
| تمازيغت | 6.6                  |
| تريفيت  | 1.6                  |

## آثــارها
يعد باب منصور الضخم من أعظم آثارها التي تدهش السياح والمشهور بنقوشه الفسيفسائية وبالقصر الملكي بأسواره العتيقة وضريح مولاي إسماعيل، ومسجد بريمة، وسيدي عثمان، والقصر الجامعي الذي يعد متحفا للفن المغربي. مكناس التي تزخر بتاريخ عريق تحكي عنه أسوارها وأبراجها ومآثرها التاريخية التي ظلت شامخة شموخ جبال الأطلس وجبال زرهون التي تحيط بها من كل ناحية. فمدينة مكناس مدينة الحضارة العربية الإسلامية والتاريخ العريق. ولعل المآثر التاريخية التي تربط بين جنباتها تعد شاهد إثبات، يستمد جذوره من أعماق التاريخ، على أصالة هذه المدينة. فهي بأسوارها وأبراجها وبساتينها، بقصورها ودورها ومساجدها وسقاياتها، بساحاتها وبمآذنها، بزواياها وأزقتها وعادات وتقاليد ساكنتها تعد متحفا نابضا وشاهدا حيا على تاريخ هذه الحاضرة.

## المناخ
تتميز مكناس بمناخ معتدل صيفا يميل إلى البرودة في فصل الشتاء، وتمتاز الجهة بمدن جبلية أهمها إفران التي يلقبها السياح ب«سويسرا القارة الأفريقية» بسبب فيلاتها الجميلة ومناظرها الشبيهة بجبال «الألب» بثلوجها وأشجارها الباسقة، كما تحتوي على مركز للتزلج في جبل ميشليفن (2000 متر) وهبري (1.600 متر) إضافة إلى مدينتي آزرو وخنيفرة المشهورتين بصناعتهما التقليدية العريقة وكونهما مركزين للصيد والقنص وبمناخهما الجبلي الصحي. تقع هذه المدينة بمنطقة فلاحية خصبة، في ملتقى الطرق التجارية التي كانت تربط بين عدة جهات مما جعل منها منطقة عبور واستقرار منذ عهد قديم، خصوصا في العصر الوسيط حيث برز اسمها لأول مرة كحاضرة، ثم في العصر الحديث كعاصمة من أبرز العواصم التي لعبت دورا هاما في تاريخ الغرب الإسلامي.
مع مجيئ المرابطين ازدهرت المدينة، وظهرت بعض الأحياء أهمها القصبة المرابطية «تاكرارت» كما شيدوا مسجد النجارين وأحاطوا المدينة بسور في نهاية عهدهم. ويعتبر الحي الذي لا زال يوجد قرب مسجد النجارين المشيد من طرف المرابطين أقدم أحياء المدينة.
تحت حكم الموحدين عرفت المدينة ازدهارا عمرانيا حيث تم توسيع المسجد الكبير في عهد محمد الناصر(1199-1213م)، وتزويد المدينة بالماء بواسطة نظام متطور انطلاقا من عين «تاكما» لتلبية حاجيات الحمامات والمساجد والسقايات كما عرف هذا العهد ظهور أحياء جديدة مثل حي الحمام الجديد وحي سيدي أحمد بن خضرة.
خلال العهد المريني شهدت المدينة استقرار عدد كبير من الأندلسيين قدموا إلى مكناس بعد سقوط أهم مراكز الأندلس. وقد شيد السلطان المريني أبو يوسف يعقوب (1269- 1286م) قصبة خارج المدينة لم يصمد منها إلا المسجد المعروف بلالا عودة.
كما عرفت مكناسة الزيتون بناء مدارس عتيقة كمدرسة فيلالة، والمدرسة البوعنانية ومدرسة العدول، ومساجد مثل مسجد التوتة ومسجد الزرقاء، وخزانة الجامع الكبير ومارستان الباب الجديد وحمام السويقة. في عهد الدولة العلوية، خاصة إبان فترة حكم السلطان المولى إسماعيل، استعادت المدينة مكانتها كعاصمة للدولة، بحيث عرفت أزهى فترات تاريخها. فقد شيدت بها بنايات ذات طابع ديني كمسجد باب البردعيين ومسجد الزيتونة ومسجد سيدي سعيد، وتوحي منارات هذه المساجد من خلال طريقة تزيينها بتأثير سعدي واضح. بالإضافة إلى القصور وبنايات أخرى هامة، فقد قام السلطان المولى إسماعيل بتشييد الدار الكبيرة فوق أنقاض القصبة المرينية وجزء من المدينة القديمة. كما أنه أنجز حدائق عديدة (البحراوية-السواني)، وإسطبلات للخيول ومخازن للحبوب وصهريج لتزويد الأحياء بالماء، وأحاط المدينة بسور تتخلله عدة أبراج عمرانية ضخمة وأبواب تاريخية كباب منصور وباب البردعيين. قرب هذه الأبواب أعدت عدة فنادق أو محطات لاستراحة القادمين من مناطق بعيدة، أما الأسواق فكانت منظمة وتعرف حسب نوع الحرفة أو الصناعة، مثل سوق النجارة وسوق الحدادة وغيرها.
تتميز مدينة مكناس بشساعة مساحتها وتعدد مبانيها التاريخية وأسوارها حيث أحاطها المولى إسماعيل بأسوار تمتد على طول 40 كلم، تتخللها مجموعة من الأبواب العمرانية الضخمة والأبراج.
| البيانات المناخية لـمكناس (قاعدة البساتين الجوية) (1991–2020، الحدود القصوى 1919–الآن | البيانات المناخية لـمكناس (قاعدة البساتين الجوية) (1991–2020، الحدود القصوى 1919–الآن | البيانات المناخية لـمكناس (قاعدة البساتين الجوية) (1991–2020، الحدود القصوى 1919–الآن | البيانات المناخية لـمكناس (قاعدة البساتين الجوية) (1991–2020، الحدود القصوى 1919–الآن | البيانات المناخية لـمكناس (قاعدة البساتين الجوية) (1991–2020، الحدود القصوى 1919–الآن | البيانات المناخية لـمكناس (قاعدة البساتين الجوية) (1991–2020، الحدود القصوى 1919–الآن | البيانات المناخية لـمكناس (قاعدة البساتين الجوية) (1991–2020، الحدود القصوى 1919–الآن | البيانات المناخية لـمكناس (قاعدة البساتين الجوية) (1991–2020، الحدود القصوى 1919–الآن | البيانات المناخية لـمكناس (قاعدة البساتين الجوية) (1991–2020، الحدود القصوى 1919–الآن | البيانات المناخية لـمكناس (قاعدة البساتين الجوية) (1991–2020، الحدود القصوى 1919–الآن | البيانات المناخية لـمكناس (قاعدة البساتين الجوية) (1991–2020، الحدود القصوى 1919–الآن | البيانات المناخية لـمكناس (قاعدة البساتين الجوية) (1991–2020، الحدود القصوى 1919–الآن | البيانات المناخية لـمكناس (قاعدة البساتين الجوية) (1991–2020، الحدود القصوى 1919–الآن | البيانات المناخية لـمكناس (قاعدة البساتين الجوية) (1991–2020، الحدود القصوى 1919–الآن |
| الشهر | يناير                                                                                 | فبراير                                                                                | مارس                                                                                  | أبريل                                                                                 | مايو                                                                                  | يونيو                                                                                 | يوليو                                                                                 | أغسطس                                                                                 | سبتمبر                                                                                | أكتوبر                                                                                | نوفمبر                                                                                | ديسمبر                                                                                | المعدل السنوي                                                                         |
| --- | ------------------------------------------------------------------------------------- | ------------------------------------------------------------------------------------- | ------------------------------------------------------------------------------------- | ------------------------------------------------------------------------------------- | ------------------------------------------------------------------------------------- | ------------------------------------------------------------------------------------- | ------------------------------------------------------------------------------------- | ------------------------------------------------------------------------------------- | ------------------------------------------------------------------------------------- | ------------------------------------------------------------------------------------- | ------------------------------------------------------------------------------------- | ------------------------------------------------------------------------------------- | ------------------------------------------------------------------------------------- |
| الدرجة القصوى °م (°ف) | 26.9 (80.4)                                                                           | 30.7 (87.3)                                                                           | 32.6 (90.7)                                                                           | 39.4 (102.9)                                                                          | 41.7 (107.1)                                                                          | 43.9 (111.0)                                                                          | 46.8 (116.2)                                                                          | 46.2 (115.2)                                                                          | 43.0 (109.4)                                                                          | 37.7 (99.9)                                                                           | 36.4 (97.5)                                                                           | 27.1 (80.8)                                                                           | 46.8 (116.2)                                                                          |
| متوسط درجة الحرارة الكبرى °م (°ف) | 15.8 (60.4)                                                                           | 17.0 (62.6)                                                                           | 19.6 (67.3)                                                                           | 21.7 (71.1)                                                                           | 26.1 (79.0)                                                                           | 30.4 (86.7)                                                                           | 34.1 (93.4)                                                                           | 34.1 (93.4)                                                                           | 29.7 (85.5)                                                                           | 25.7 (78.3)                                                                           | 19.9 (67.8)                                                                           | 16.9 (62.4)                                                                           | 24.2 (75.6)                                                                           |
| المتوسط اليومي °م (°ف) | 10.4 (50.7)                                                                           | 11.4 (52.5)                                                                           | 13.8 (56.8)                                                                           | 15.6 (60.1)                                                                           | 19.3 (66.7)                                                                           | 23.0 (73.4)                                                                           | 26.2 (79.2)                                                                           | 26.4 (79.5)                                                                           | 23.0 (73.4)                                                                           | 19.6 (67.3)                                                                           | 14.6 (58.3)                                                                           | 11.7 (53.1)                                                                           | 17.9 (64.2)                                                                           |
| متوسط درجة الحرارة الصغرى °م (°ف) | 5.0 (41.0)                                                                            | 5.7 (42.3)                                                                            | 7.8 (46.0)                                                                            | 9.4 (48.9)                                                                            | 12.4 (54.3)                                                                           | 15.4 (59.7)                                                                           | 18.2 (64.8)                                                                           | 18.7 (65.7)                                                                           | 16.2 (61.2)                                                                           | 13.5 (56.3)                                                                           | 9.2 (48.6)                                                                            | 6.4 (43.5)                                                                            | 11.5 (52.7)                                                                           |
| أدنى درجة حرارة °م (°ف) | −4.2 (24.4)                                                                           | −2.6 (27.3)                                                                           | −0.8 (30.6)                                                                           | 0.5 (32.9)                                                                            | 0.4 (32.7)                                                                            | 5.2 (41.4)                                                                            | 7.2 (45.0)                                                                            | 9.0 (48.2)                                                                            | 5.0 (41.0)                                                                            | 2.2 (36.0)                                                                            | 0.0 (32.0)                                                                            | −3.0 (26.6)                                                                           | −4.2 (24.4)                                                                           |
| الهطول مم (إنش) | 61.5 (2.42)                                                                           | 55.2 (2.17)                                                                           | 57.4 (2.26)                                                                           | 45.7 (1.80)                                                                           | 28.6 (1.13)                                                                           | 8.5 (0.33)                                                                            | 1.1 (0.04)                                                                            | 3.3 (0.13)                                                                            | 21.9 (0.86)                                                                           | 49.2 (1.94)                                                                           | 63.3 (2.49)                                                                           | 65.6 (2.58)                                                                           | 461.3 (18.16)                                                                         |
| متوسط أيام هطول الأمطار (≥ 1.0 mm) | 6.9                                                                                   | 6.6                                                                                   | 6.9                                                                                   | 6.1                                                                                   | 4.0                                                                                   | 1.0                                                                                   | 0.3                                                                                   | 0.7                                                                                   | 2.4                                                                                   | 5.2                                                                                   | 6.3                                                                                   | 7.0                                                                                   | 53.4                                                                                  |
| متوسط الرطوبة النسبية (%) | 75                                                                                    | 78                                                                                    | 76                                                                                    | 75                                                                                    | 72                                                                                    | 68                                                                                    | 57                                                                                    | 57                                                                                    | 62                                                                                    | 70                                                                                    | 72                                                                                    | 77                                                                                    | 70                                                                                    |
| ساعات سطوع الشمس الشهرية | 174.3                                                                                 | 176.2                                                                                 | 226.6                                                                                 | 236.9                                                                                 | 283.4                                                                                 | 305.5                                                                                 | 347.8                                                                                 | 328.4                                                                                 | 264.4                                                                                 | 227.7                                                                                 | 176.5                                                                                 | 165.8                                                                                 | 2٬913٫5                                                                               |
| المصدر #1: الإدارة الوطنية للمحيطات والغلاف الجوي (sun 1961–1990), (فبراير وأبريل أعلى مستوى قياسي)<ref">"Asia: Highest Temperature". Ogimet. مؤرشف من الأصل في 2024-02-15. اطلع عليه بتاريخ 2025-06-16.</ref> |                                                                                       |                                                                                       |                                                                                       |                                                                                       |                                                                                       |                                                                                       |                                                                                       |                                                                                       |                                                                                       |                                                                                       |                                                                                       |                                                                                       |                                                                                       |
| المصدر #2: الأرصاد الجوية الألمانية (humidity 1973–1993 and extremes 1913–1993) |                                                                                       |                                                                                       |                                                                                       |                                                                                       |                                                                                       |                                                                                       |                                                                                       |                                                                                       |                                                                                       |                                                                                       |                                                                                       |                                                                                       |                                                                                       |

## اقتصاد المدينة
نظرًا لموقعها الجغرافي في سهل سايس، أحد أخصب الأحواض الفلاحية في المغرب، وبفضل الموارد المائية المهمة التي تتمتع بها المنطقة، تُعد الفلاحة والصناعات الغذائية والفلاحية من أبرز الأنشطة الاقتصادية في المدينة، إلى جانب صناعة الأخشاب، الحرف التقليدية، والسياحة.
مع ذلك، تعاني المدينة منذ عقود من مشاكل اقتصادية واجتماعية متفاقمة، من أبرز تجلياتها ارتفاع نسبة البطالة التي بلغت 18.8% في عام 2017، وهو من أعلى المعدلات على الصعيد الوطني، إضافة إلى عدم استغلال مؤهلاتها السياحية والاقتصادية بشكل كافٍ.
بلغت نسبة السكان النشيطين 47.1% سنة 2014، مع انخفاض ملحوظ في نسبة الإناث لتصل إلى 25.2%. أما بالنسبة لمعدلات البطالة، فقد وصلت إلى 18.8% في عمالة مكناس سنة 2017، منها 9.3% في المناطق الحضرية و17.1% في المناطق القروية.

### الفلاحة
تتميز منطقة مكناس بزراعة الزيتون بشكل خاص، حيث بلغت المساحة المزروعة 9 آلاف هكتار سنة 2016، بإنتاج يقدر بـ38.6 ألف قنطار. كما تنتشر في المنطقة محاصيل الحبوب الزيتية مثل عباد الشمس والفول السوداني، إلى جانب زراعة الخضر والفواكه.
ويشهد إقليم مكناس نشاطًا فلاحيًا مهمًا في زراعة الحبوب والقطاني:
| الزراعة     | المساحة (ألف هكتار) | الإنتاج (ألف قنطار) |
| ----------- | ------------------- | ------------------- |
| الحبوب      | 65.3                | 797.1               |
| القمح الصلب | 9.2                 | 95.2                |
| القمح الطري | 43.8                | 585.4               |
| الشعير      | 12.3                | 116.5               |
| القطاني     | 16.1                | 119.8               |
| الفول       | 3.2                 | 14.3                |
| الجلبانة    | 0.3                 | 0.6                 |
| الحمص       | 10.1                | 81.2                |
| العدس       | 0.3                 | 0.8                 |

تُعتبر منطقة مكناس من أكثر المناطق إنتاجية للمحاصيل الزراعية في المغرب، نظرًا لمناخها المناسب، ووفرة الموارد المائية، وجودة الأراضي. كما يعود ذلك إلى قدم الاستغلال وتراكم الخبرات في الضيعات الفلاحية الكبرى، التي يعود تاريخ تنظيمها وبدء استغلالها الحديث إلى فترة الحماية الفرنسية.

### القطاع الغابوي
بلغت المساحة المشجرة في منطقة مكناس-الحاجب 14,256 هكتارًا، بالإضافة إلى 120 هكتارًا من المساحات المشجرة المؤقتة. يغلب على الغطاء الغابوي في المنطقة أنواع الأشجار ذات الأوراق المتساقطة مثل البلوط الأخضر، والبلوط الفليني، والزان، بالإضافة إلى الأشجار الصمغية كالعرعار، والتنوب، والأرز، والصنوبر، والعفصية.
تتوفر مكناس على وحدات صناعية هامة لتثمين الأخشاب، من أهمها وحدة شركة أخشاب الأطلس (Cema-BDA) ، التي تأسست عام 1949، وتُعتبر أكبر منتج للخشب المعاكس في إفريقيا. كما تنظم مكناس سنويًا منذ 2016، صالونًا دوليًا لصناعة الخشب.

### الصناعة
تشكل مكناس نسبة 45.5% من حجم الإنتاج الصناعي لجهة فاس مكناس. تُعتبر الصناعات الغذائية والفلاحية النشاط الصناعي الأبرز في المدينة، خاصة على مستوى عصر وإنتاج الزيوت، حيث توجد 66 وحدة صناعية و183 معصرة للزيوت، وفقًا لإحصائيات عام 2016، بطاقة معالجة تصل إلى 74 ألف طن سنويًا.
| المؤشر                                  | القيمة |
| --------------------------------------- | ------ |
| رقم معاملات القطاع الصناعي (مليون درهم) | 10658  |
| الصادرات الصناعية (مليون درهم)          | 358.2  |
| الإنتاج الصناعي (مليون درهم)            | 10164  |
| عدد المستخدمين                          | 12237  |
| عدد المقاولات الصناعية                  | 184    |

## النقل والمواصلات

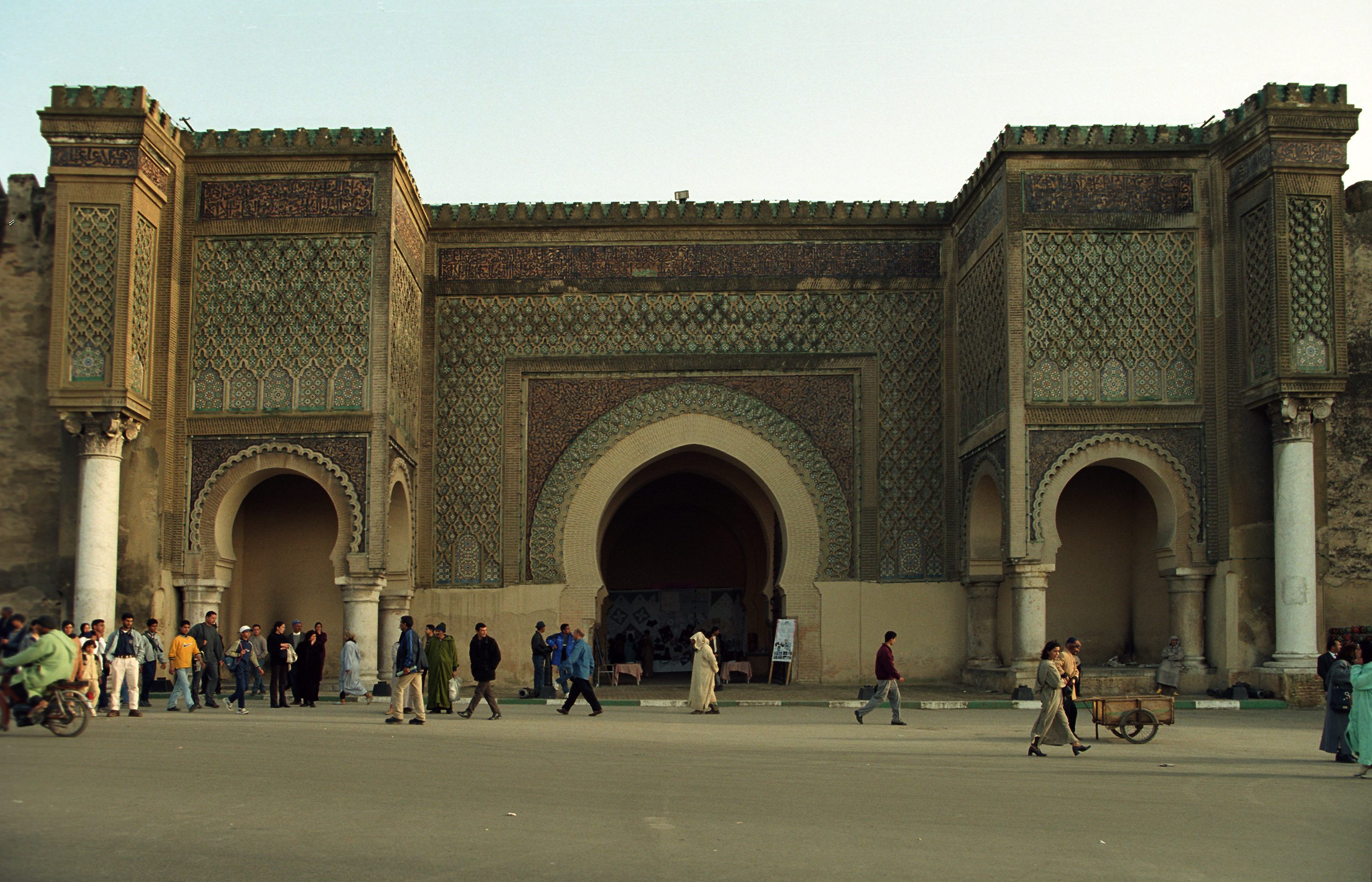
باب منصور العلج بمكناس أحد الأبواب العالمية

تتوفر مكناس على محطتين للقطار وهما محطة مكناس ومحطة الامير عبد القادر وتتوفر كذالك على محطة طرقية كبيرة للحافلات وهي محطة سيدي سعيد وتجول بالمدينة 930 سيارة اجرة صغيرة ذات اللون الازرق النيلي (السماوي) وأكثر من 1200 سيارة اجرة كبيرة تؤمن النقل بين احياء المدينة وايضا القرى والمدن المجاورة لمكناس كما أيضا لمكناس شركة نقل حضري بواسطة الحافلات واسمها سيتي باص مكناس وهي تابعة لمجموعة سيتي باص للنقل الحضري بالحافلات، حيث تؤمن التنقل بين أحياء المدينة وأيضا مناطقها المجاورة ك الحاجب ومولاي ادريس زرهون وعين تاوجطات وبوفكران وآكوراي والحاج قدور وسبع عيون وآيت بوبيدمان (بودربالة) وسيدي علي وعين كرمة وعين عرمة وذلك بواسطة حافلات لا باس بها يصل عددها إلى حوالي 160 حافلة اما الخطوط فعددها 31 موزعة داخل وخارج المجال الحضري للمدينة.
- الخط 01: حمرية <> الرياض
- الخط 02: المنار <> السجن المدني تولال
- الخط 03: قدماء المحاربين <> سباتة
- الخط 04: (لم يعد متوفر)
- الخط 05: لهديم <> بستان ويسلان
- الخط 5B: حمرية <> بستان ويسلان
- الخط 06: لهديم <> عين تاوجطات
- الخط 07: البساتين <> الرياض
- الخط 08: لهديم <> سيدي علي
- الخط 09: الزويتينة <> الرياض
- الخط 10: لهديم <> ويسلان

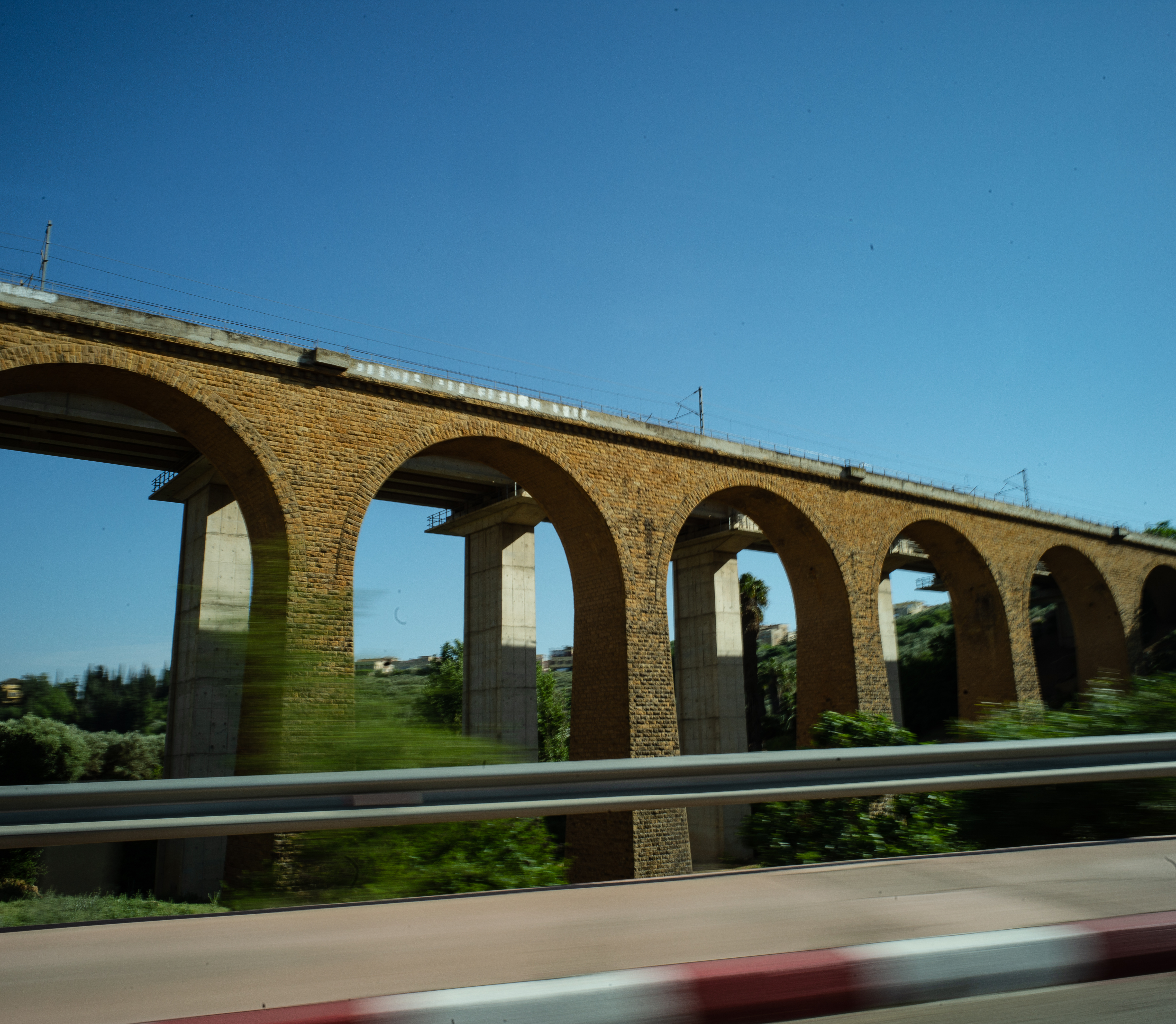
قنطرة سكة القطار مدينة مكناس

- الخط 10B: الساحة الإدارية <> ويسلان
- الخط 11: لهديم <> مرجان السكنى
- الخط 12: مستشفى محمد الخامس <> حي براميلا
- الخط 13: (لم يعد متوفر)
- الخط 14: البساتين <> سيدي بوزكري
- الخط 15: لهديم <> مولاي ادريس زرهون
- الخط 16: لهديم <> الحاجب
- الخط 17: حي مولاي إسماعيل <> تولال
- الخط 18: لهديم <> بوفكران
- الخط 19: البساتين <> البرج المشقوق
- الخط 20: حمرية <> مرجان
- الخط 21: حمرية <> حي النعيم
- الخط 22: لهديم <> الحاج قدور
- الخط 23: لهديم <> مرجان
- الخط 24: لهديم <> سبع عيون
- الخط 25: لهديم <> آكوراي
- الخط 26: البساتين <> مرجان
- الخط 27: لهديم <> بودربالة
- الخط 28: لهديم <> عين كرمة
- الخط 29: حمرية <> الدخيسة
- الخط 30: لهديم <> عين عرمة
- الخط 31: لهديم <> البريدية

## التعليم

### الكليات والمدارس العليا
- جامعة مولاي إسماعيل
- كلية العلوم – مكناس
- كلية الأداب والعلوم الإنسانية مكناس
- كلية العلوم القانونية والاقتصادية والاجتماعية – مكناس
- المدرسة الوطنية العليا للفنون و المهن – مكناس
- المدرسة العليا للأساتذة – مكناس
- المدرسة الوطنية للتجارة والتسيير- مكناس
- المعهد العالي للمهن التمريضية وتقنيات الصحة-ملحقة مكناس

### الثانويات
| - ثانوية مولاي إسماعيل - ثانوية الأميرة لالة أمينة - ثانوية النهضة - ثانوية مولاي يوسف - ثانوية الإمام الغزالي - ثانوية المرجعية - ثانوية المسيرة الخضراء - ثانوية طارق بن زياد - ثانوية وادي المخازن | - ثانوية الكندي - ثانوية الإمام علي - ثانوية القصبة - ثانوية محمد المكناسي - ثانوية عبد الرحمان بن زيدان - ثانوية المنفلوطي - ثانوية تولال - ثانوية حمان الفطواكي - ثانوية محمد أجانا | - ثانوية ابن الهيثم - ثانوية ابن الرومي - ثانوية الزيتون - ثانوية السلام - ثانوية بدر - ثانوية أناسي - ثانوية ابن البيطار - ثانوية محمد الخامس - ثانوية عمر بن الخطاب |

### الإعداديات
| - إعدادية علال بن عبد الله - إعدادية مولاي حفيظ - إعدادية ابن طفيل - إعدادية القدس - إعدادية المنصور الدهبي - إعدادية الداخلة - إعدادية البساتين - إعدادية صلاح الدين الأيوبي - إعدادية الزرقطوني - إعدادية عثمان بن عفان - إعدادية زينب النفزاوية - إعدادية ابن حمدون الكرتيلي | - إعدادية الأمل - إعدادية الياسمين - إعدادية البيروني - إعدادية الزهراوي - إعدادية الفشتالي - إعدادية أبو بكر الصديق - إعدادية الأزهر - إعدادية محمد بن عبد الله - إعدادية الإمام مالك - إعدادية التنمية - إعدادية طه حسين - إعدادية ابن المناصف | - إعدادية علال الفاسي - إعدادية صهريج السواني - إعدادية محمد عبده - إعدادية جابر بن حيان - إعدادية السعادة - إعدادية ابن رشد - إعدادية الرازي - إعدادية المنصور - إعدادية ابن حزم - إعدادية الهناء - إعدادية ابن عثمان المكناسي - إعدادية الرياض |

## المناطق المهمة
- سيدي بوزكري: وتتواجد بها المنطقة الصناعية فهي العمود الاقتصادي للمدينة.
- حي وادي الذهب: من الأحياء القديمة بمدينة مكناس ويقع حي وادي الذهب بمنطقة سيدي بوزكري مكناس المسمى سابقا القشلة والذي يقع في تماس مع الطريق الوطنية رقم 21 والسوق الأسبوعي وهو حي يسكنه أسر الجنود المتقاعدين ويقابل القصر البلدي مكناسة الزيتونة.
- حمرية: المنطقة التجارية الحديثة بالمدينة وتسمى كذلك بالمدينة الجديدة وقد شيدت أول بناياتها اثناء فترة الاستعمار الفرنسي للمغرب وأهم هاته البنايات نذكر عمارة بيرنار، عمارة الزموري، القصر البلدي، عمالة مكناس، محكمة الاستئناف، السوق المركزي، سينما كاميرا، سينما امبير، سينما ريجان، سينما أ ب س، الكنيسة الكاثوليكية، المعهد الفرنسي، المركز اللغوي الأمريكي والمعهد الموسيقي.
- ساحة الهديم العتيقة والسوق القديم
- الحبول. حدائق غناء بناها المولى إسماعيل ولا زالت مفتوحة في وجه الجميع طيلة أيام الاسبوع ومرافقها تتمثل في مسرح الهواء الطلق، حديقة الحيوانات، ملاهي للاطفال ومقهى.
- المدينة القديمة: وهي أول منطقة تشيد في مكناس ابان فترة حكم المرابطين وقد طورها كل من الموحدين والمرينيين إلى حلول السلطان العلوي المولى إسماعيل الذي شيد بها العديد من المعالم الرائعة التي لا زالت اغلبها حاضرة إلى يومنا هذا وقد احاط المولى إسماعيل مدينة مكناس باسوار شامخة تصل مسافتها إلى 44 كيلومتر وقد تقلصت إلى 37 كيلومتر فقط في وقتنا الراهن.
- جامع الزيتونة الذي يعتبر من أقدم مساجد مكناس والمغرب بصفة عامة، والذي ما زال محتفظا بطابعه الاصلي
- المدرسة البوعنانية. التي خرجت المئات من العلماء والمقرئين والدعاة
- قصر السلطان إسماعيل العلوي: وهو الآن عبارة عن ضريح للسلطان المذكور وعائلته الملكية وقد دفن جواره كل من السلطان المولى عبد الله ابنه والسلطان محمد بن عبد الله حفيذه.

## معالم المدينة
- مسجد السلطان سيدي محمد بن عبد الله (مسجد الأزهر)
- مسجد مكناس الكبير
- مسجد الزيتونة
- مسجد لالة عودة
- مكناس متحف ينبض بالحياة
- سيدي عبد الرحمن المجدوب
- قصر البيضاء
- القصر الملكي
- قصر الدار الكبيرة
- قصر دار الجامعي
- سجن قارة
- صهريج السواني
- هري السواني
- قبة السفراء
- باب المنصور العلج
- ساحة الهديم
- باب الخميس
- باب مراح
- باب البردعين
- باب الحجر
- باب الجديد
- باب بريمة
- باب تيزيمي
- دار الباشوات
- المدرسة البوعنانية
- برج بلقاري
- المدينة العتيقة لمكناس
- الأكاديمية الملكية العسكرية بمكناس
- حي سيدي عمر: ويعتبر من أقدم الأحياء في العاصمة الإسماعيلية مكناس، حيث قدم هدا الحي من خلال أبناءه العظام ملاحم وبطولات في مقاومة المستعمر والاستعمار ومن أهم هاته الملاحم البطولية ثورة الماء أو انتفاضة وادي بوفكران يوم 2 سبتمبر 1937. ويعتبر هذا الحي خزانا لمدينة مكناس يمدها بالطاقات والخبرات والمواهب والكوادر التي تسير المدينة بل يوجد عمراويون نسبة لسيدي عمر في مختلف بقاع العالم يتحملون مسؤوليات جسام ولا يتنكرون لحيهم الأصلي سيدي عمر.

## أحياء المدينة
- حي ويسلان
- حي البساتين (مكناس)
- حي المنزه (بليزانص)
- حي مولاي إسماعيل (الانوار)
- حي قدماء المحاربين
- حي برج مولاي عمر
- حي عين الشبيك
- حمرية (المدينة الجديدة)
- كاريان السعيدية
- حي سيدي عمرو
- حي قصبة هدراش
- حي اكدال
- حي الزهوة
- حي عين معزة
- حي صوريا - الزويتينة
- حي سيدي بابا
- حي وجه عروس - الوفاق
- حي الزرهونية
- حي السلام
- حي سيدي سعيد
- حي تولال
- حي التقدم (البرج المشقوق)
- حي الرياض (الملاح الجديد)
- حي الفتح (الملاح القديم)
- حي بني امحمد
- حي سباتة
- حي تواركة
- حي الروى - العويجة
- حي الزيتون
- حي السعادة (لاتوران)
- حي سيدي بوزكري
- حي الإنارة (دوار الضو)
- حي قرطبة
- حي الوحدة (كاريان الصابوني)
- حي براميلا (دوار ميكا)
- حي النعيم
- حي مرجان
- حي المنصور
- حي كميليا

## مرافق عسكرية مهمة
- تضم المدينة «الأكاديمية الملكية العسكرية» ذائعة الصيت، إضافة إلى ثاني أكبر القواعد الجوية الحربية داخل المملكة «القاعدة الجوية التانية».

## منشآت دينية شهيرة بالمدينة

### مساجد

#### مساجد تاريخية
- مسجد النجارين: وهو أول مسجد أسس بمدينة مكناس عقب تشييدها من طرف الدولة المرابطية وهو مسجد متوسط المساحة يقع بدرب النجارين غرب المدينة العتيقة لمكناس وقد سمي بهذا الاسم لتموقعه بحي النجارين الذي كان حيا تمارس فيه حرفة النجارة سابقا.
- المسجد الأعظم: أو الجامع الكبير كما يسميه أهل مكناس وهو أكبر مسجد بالمدينة القديمة وثاني أكبر مسجد بمدينة مكناس وهو مسجد جامع يقع بحي قبة السوق القلب النابض بالتجارة بالمدينة القديمة لمكناس وقد شيد هذا المسجد خلال فترة حكم الدولة الموحدية ليشهد عدة توسيعات خلال الفترة المرينية والسعدية وكذلك العلوية فيتوفر المسجد على 11 بابا وسقاية تتوسط صحن المسجد وخزانة للكتب.
- مسجد لالة عودة: وهو من المساجد الكبيرة لمدينة مكناس يقع جنوب المدينة القديمة بالقصبة المرينية (الستينية حاليا جوار المحكمة الابتدائية) وقد شيد هذا المسجد خلال فترة حكم الدولة المرينية وسمي بهذا الاسم تخليدا للسيدة التي وهبت مالها لبناء هذا الصرح الديني.
- مسجد الزيتونة: وهو مسجد كبير شيئا ما يقع شرق المدينة القديمة لمكناس أسس في الفترة العلوية على يد السلطان المولى اسماعيل وفي سنة 2010 تم ترميم المسجد وتجديد مئذنته حيث تم اسقاطها وإعادة بنائها مع مراعاة معمارها التقليدي الأصيل ليفتح المسجد في وجه المصلين خلال شهر يوليوز من عام 2016 مرمما ومصلوحا على أكمل وجه بعد 6 سنوات من الإغلاق.
- مسجد خناتة بنت بكار: وهو مسجد متوسط المساحة أسس هو الآخر على يد السلطان العلوي المولى إسماعيل وسماه بهذا الاسم تخليدا لزوجته خناتة بنت بكار وهي فقيهة وعالمة في الدين من حافظات القرآن ومن النساء اللواتي اجتهدن في تفسير القرآن الكريم والحديث النبوي الشريف ويسمى كذلك بمسجد باب البرادعيين لتموقعه مباشرة بعد باب البرادعيين وهو أحد الأبواب الضخمة لمكناس ويتواجد شمال المدينة القديمة، وقد شهد هذا المسجد نكسة مؤلمة مازال الكبير والصغير في المغرب يتذكر ادق تفاصيلها الا وهي عند يوم الجمعة 19 فبراير 2010 انهارت صومعة المسجد على رؤوس المصلين مباشرة بعد إنهاء آذان صلاة الجمعة سقطت الصومعة وسقطت معها أرواح العديد من المصلين قضوا نحبهم اختناقا ومتأثرين بجروحهم وقدر عدد الضحايا ب 86 قتيلا ومئات الجرحى وقد أعيد بناء المسجد من جديد بالحفاظ على معماره التقليدي المغربي الأصيل وفتح من جديد سنة 2014.
- مسجد السلطان سيدي محمد بن عبد الله: وهو مسجد كبير جامع أسس سنة 1189 للهجرة على يد السلطان العلوي محمد الثالث بن عبد الله وهو يقع بحي الروى جنوب مكناس ويعتبر صحن هذا المسجد أكبر صحون مساجد المدينة نظرا لشساعته.

و من المساجد التاريخية لمكناس نذكر أيضا مسجد سيدي قدور العلمي، مسجد التوتة، مسجد الصابة، مسجد الزرقاء، مسجد سيدي سعيد وغيرها...

#### مساجد حديثة العهد
من المساجد الحديثة العهد المشهورة بمكناس نجد:
- مسجد الأزهر: وهو مسجد شيد من طرف الملك الراحل محمد الخامس سنة 1958 عقب زيارته لمدينة مكناس بعد استقلال المغرب ويتواجد هذا المسجد بحي سيدي عمرو.
- مسجد الحسن الثاني: وهو مسجد يقع بتقاطع شارع عبد الكريم الخطابي و شارع عبد الله الشفشاوني بين حي سباتة و حي بني امحمد وقد شيد هذا المسجد سنة 1969 ودشنه الملك الراحل الحسن الثاني وهو من سماه على اسمه وأدى فيه صلاة الجمعة خلال يوم التدشين نفسه.
- مسجد إيران: وهو مسجد شيد من طرف الملك الراحل الحسن الثاني وأطلق عليه اسم إيران وذلك تخليدا لمؤتمر الدول الإسلامية الذي جرى بالعاصمة الرباط بالمغرب وقد شيد المسجد سنة 1971 ودشن هو الآخر على يد الملك الراحل الحسن الثاني وأدى فيه صلاة الجمعة.
- مسجد الأنوار: وهو مسجد يقع بشارع خالد بن الوليد بحي مولاي إسماعيل شيد من طرف وزارة الأوقاف والشؤون الإسلامية وبعض المحسنين القاطنين بالحي نفسه وقد فتح في وجه المصلين يوم الجمعة 28 شعبان الموافق لعام 1996 م.
- مسجد محمد السادس: وهو أكبر مساجد مكناس دشن من طرف الملك محمد السادس وهو من أطلق عليه اسمه وذلك يوم الجمعة 28 رمضان 1422 / 14 ديسمبر 2001 ويقع المسجد بحي المنظر الجميل وسط المدينة وقد كسب المسجد شهرة بالمدينة نظرا لكونه المسجد الذي كان يلقي فيه خطبة الجمعة العالم الراحل الدكتور فريد الأنصاري.

## أعلام ومشاهير مكناس
- إرنست ديفيد ‏(1884-1981)، مقاول أشغال عامة فرنسي، رئيس الغرفة المختلطة للزراعة والتجارة والصناعة في منطقة مكناس من 1922 إلى 1932
- مولاي إسماعيل (1645-1727)، ملك وسلطان المغرب الذي جعل مكناس عاصمته الإدارية
- أحمد الذهبي بن إسماعيل (1677-1729)، سلطان المغرب من سلالة العلويينن مولود في مكناس
- عبد الله بن إسماعيل (1694-1757)، سلطان المغرب من سلالة العلويين، ولد في مكناس
- قدور العلمي (1742-1850)، مؤلف في صنف الملحون، ومؤسس الزاوية العلمية الصوفية في مكناس
- عبد الرحمان المجذوب (1504-1569)، شاعر صوفي شهير من عائلة أمازيغية من صنهاجة، ولد في تيط (زمور) ودفن في مكناس
- يوسف بن الحسن (1881-1927)، من سلالة العلويين، مولود في مكناس. حكم من عام 1912 حتى وفاته وكان ثاني سلطان يمارس مهامه خلال الفترة الفرنسية
- ديفيد بن حسان (1722-1792)، حاخام وشاعر، يعتبر من أشهر شعراء المغرب اليهود
- محمد بن عيسى (1465-1526)، والي مغربي ومؤسس الطريقة العيسوية
- ماتيو بروندي [الفرنسية]‏ (1866-1944)، رسام عاش 16 عامًا في مكناس
- بهية الفيلالية (1908-2016)، عالمة وفقيهة وحافظة مغربية
- الحسين التولالي (1924-1998)، موسيقي مغربي في صنف فن الملحون، ولد في مكناس
- ميشال جوبرت (1921-2002)، سياسي فرنسي من مواليد مكناس
- مصطفى تونسي (1939-2018)، كاتب وسياسي جزائري، كان ضابطا في جيش التحرير الوطني الجزائري. عاش 10 سنوات بمكناس
- حكيمة حميش (1944-)، طبيبة مغربية، رئيسة جمعية مكافحة الإيدز
- برنارد لوغان [الفرنسية]‏ (1946-)، مؤرخ من مواليد مكناس
- صلاح الدين مزوار (1953-)، سياسي مغربي، وزير الشؤون الخارجية والتعاون في حكومة بنكيران الثانية
- سعاد العلوي بن هاشم [الفرنسية]‏ (1955-)، كاتبة مغربية من مواليد مكناس
- رجاء بن شمسي (1957-)، كاتبة مغربية ولدت في مكناس
- فاطمة الجبلي الوزاني (1959-)، صحفية وكاتبة سيناريو ومخرجة مغربية هولندية ولدت في مكناس
- أرييه درعي (1959)، سياسي إسرائيلي، من مواليد مكناس
- أنور كبيبش (1961-)، رئيس المجلس الفرنسي للديانة الإسلامية (2015-2017)
- إدريس الروخ (1968-)، ممثل ومخرج ولد في مكناس
- فوزي بنسعيدي (1967-)، مخرج، من مواليد مكناس
- إدريس معزوزي‎ [الإنجليزية]‏ (1969-)، رياضي، من مواليد مكناس
- حمادي حميدوش (1942-)، مدرب ولاعب كرة قدم سابق للنادي المكناسي والمنتخب المغربي، من مواليد مكناس
- فيليب بيرين (1963-)، رائد فضاء فرنسي
- عبد الجليل هدا (1972-)، لاعب كرة قدم مغربي دولي من مواليد مكناس
- نعيمة البزاز (1974-)، كاتبة هولندية من مواليد مكناس
- صلاح الدين الغماري (8 أبريل 1970 - 10 ديسمبر 2020)، إعلامي ومقدم برامج تلفزيونيّة مغربي، ولد ودفن في مكناس
- فريد الأنصاري (1960 - 5 نونبر 2009)، عالم أصولي وداعية إسلامي، عاش بمدينة مكناس ودفن فيها.

## توأمة مدن مع مكناس
المدن الشقيقة لمكناس هي:
- – مدينة فاس، المغرب
- – مدينة طولكرم، الضفة الغربية (فلسطين)[35]

## صور لحاضرة مكناس

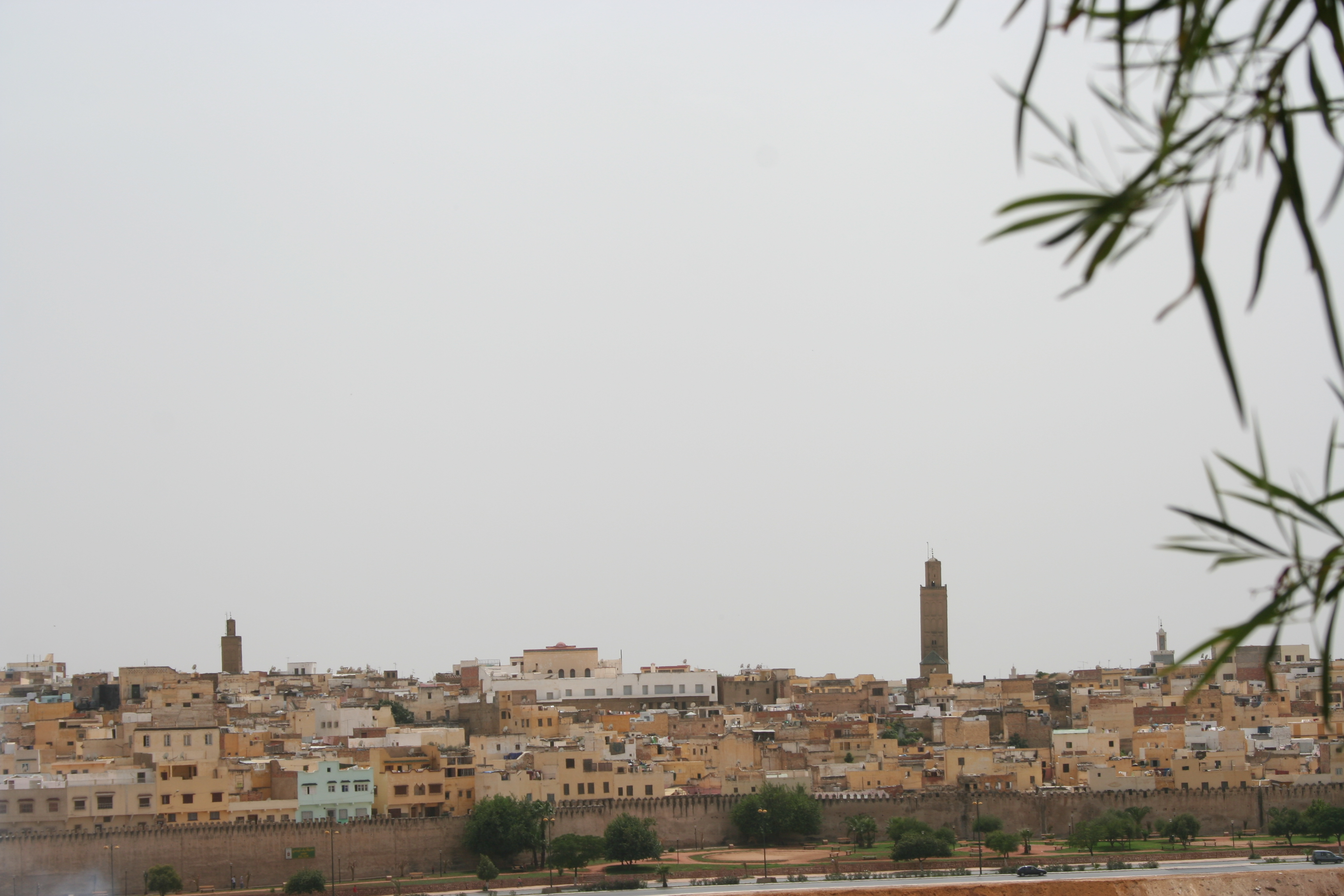
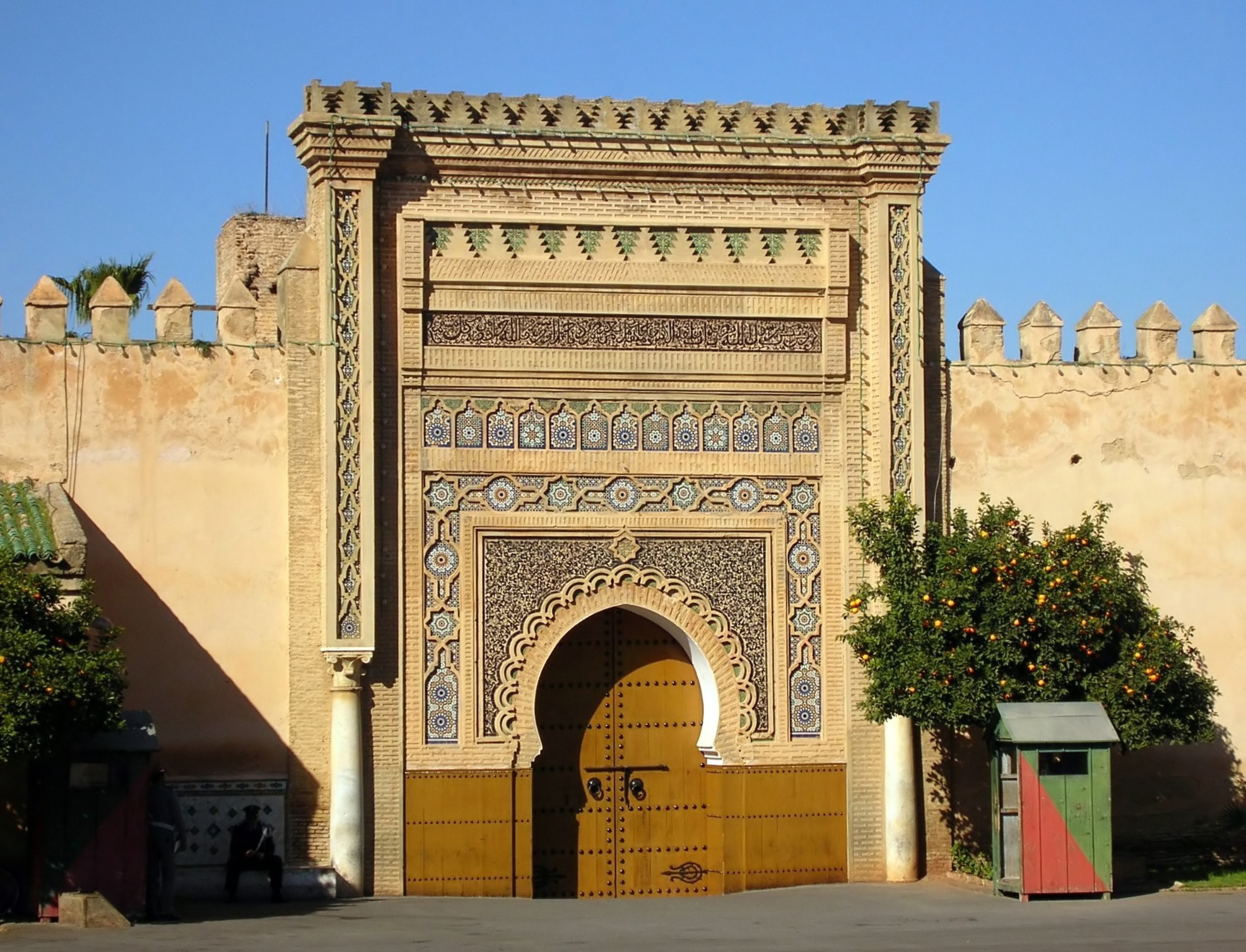
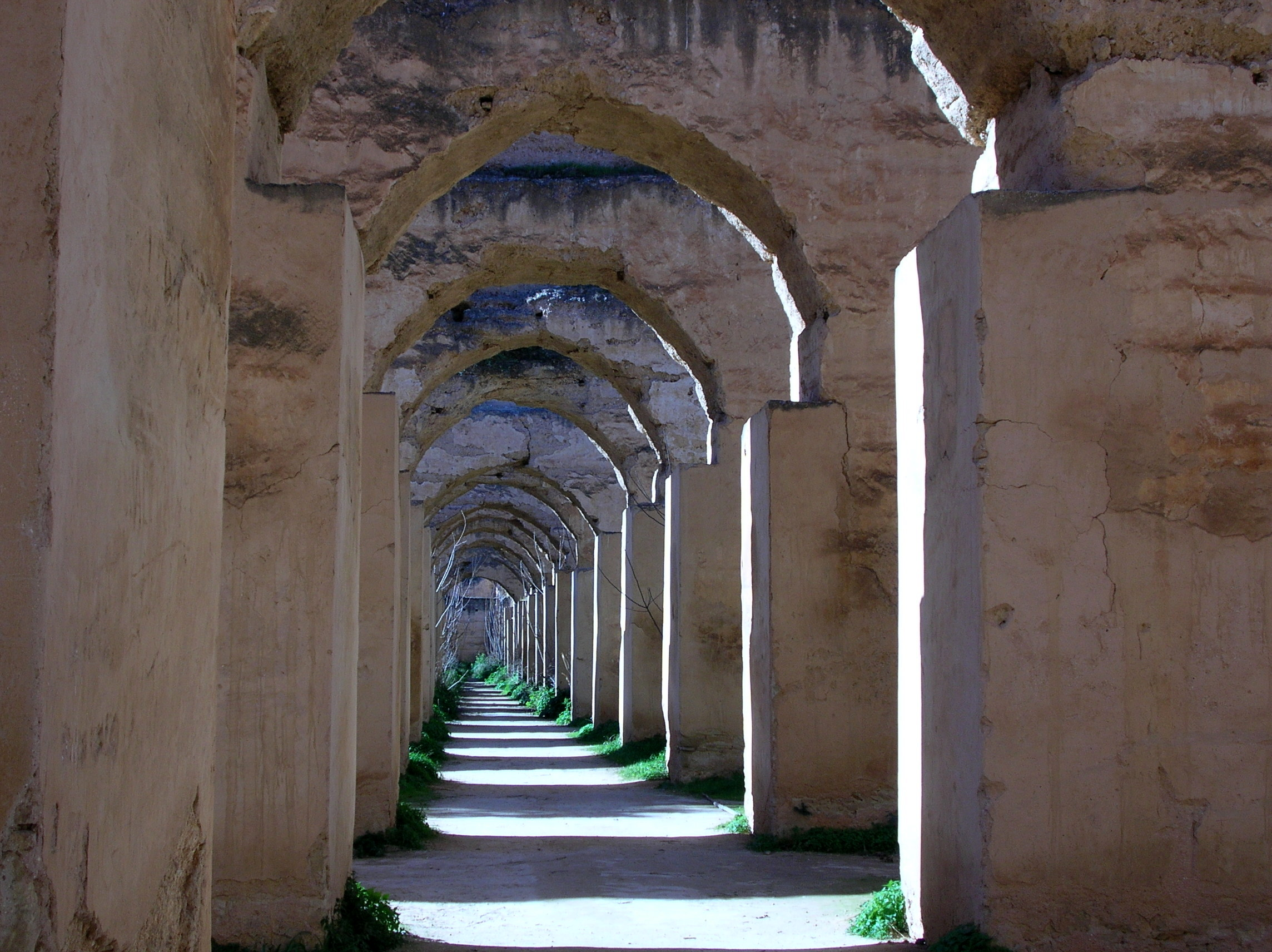
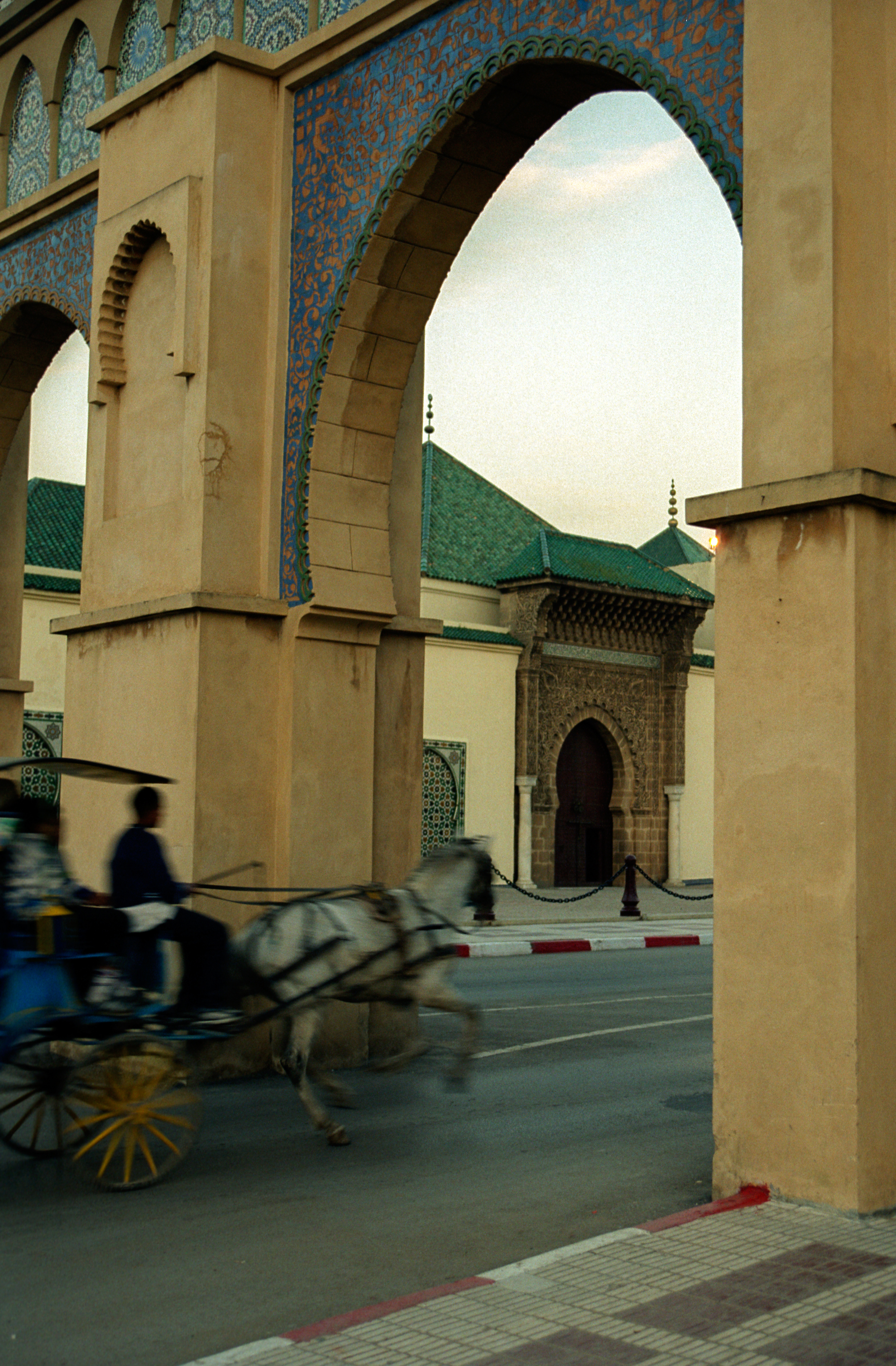
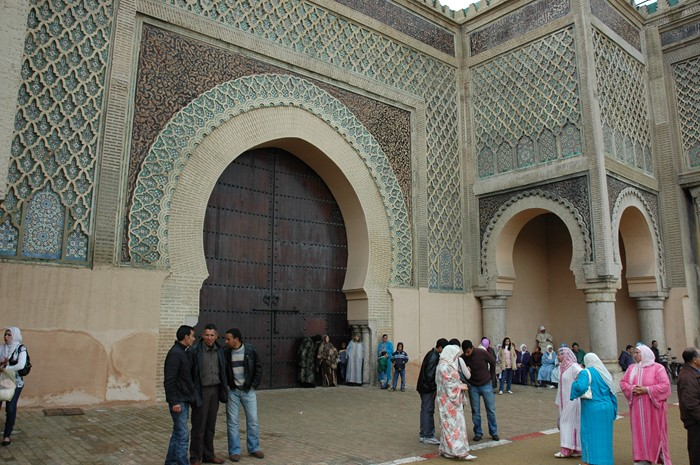
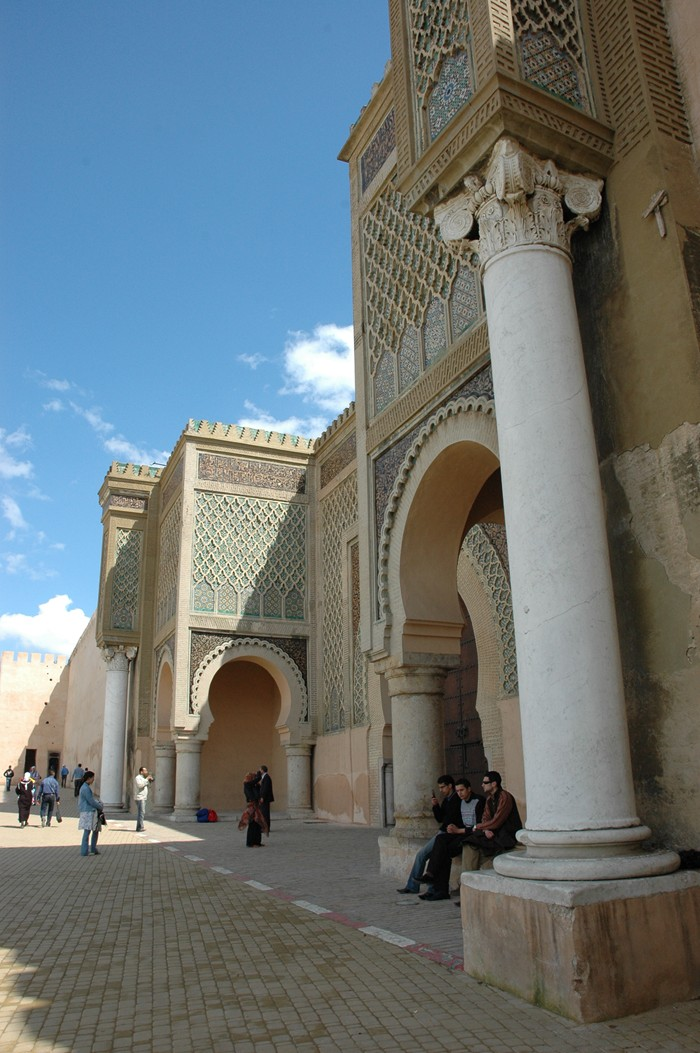
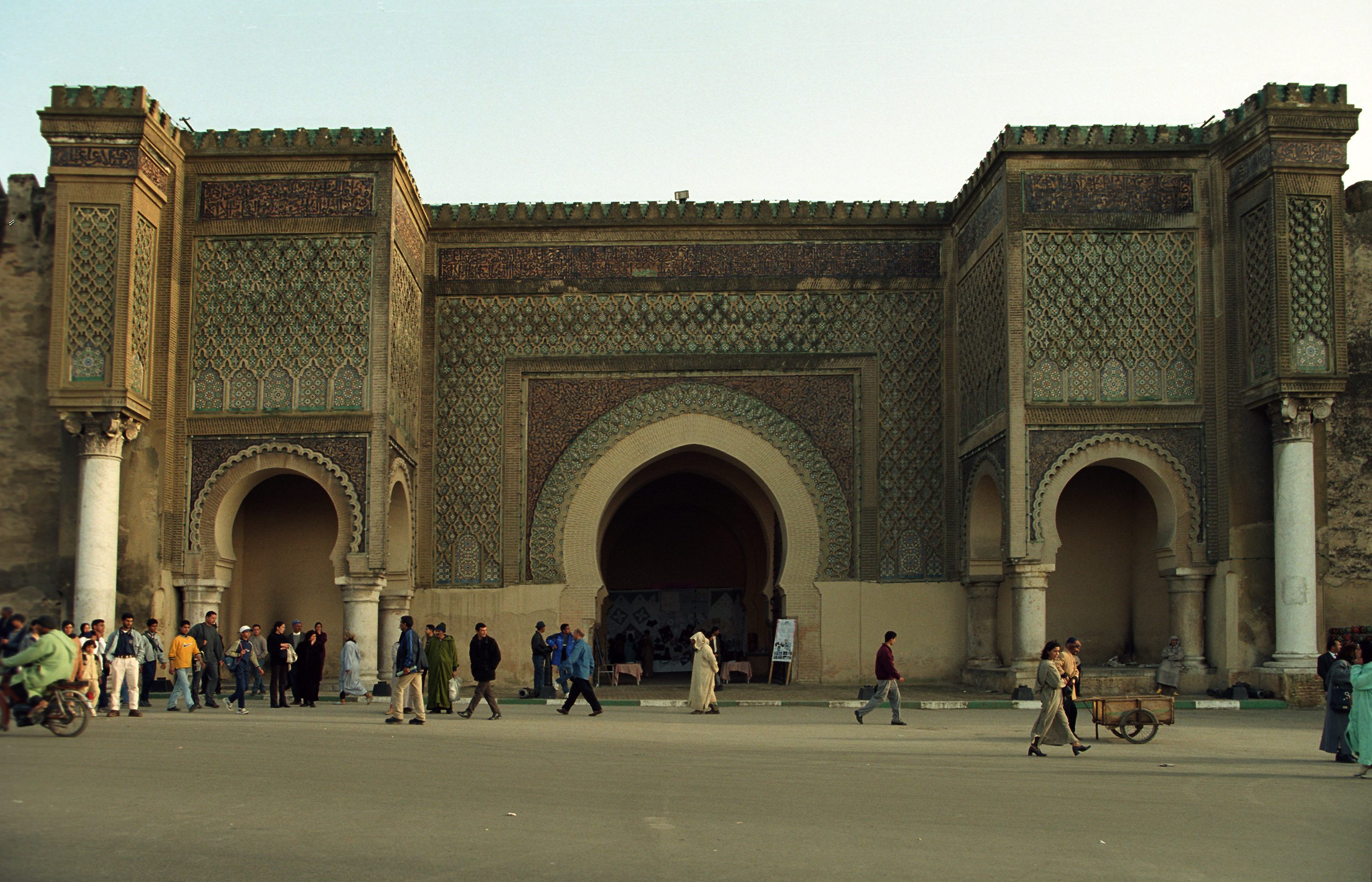
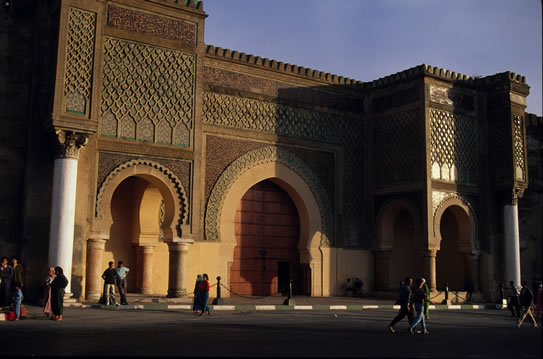
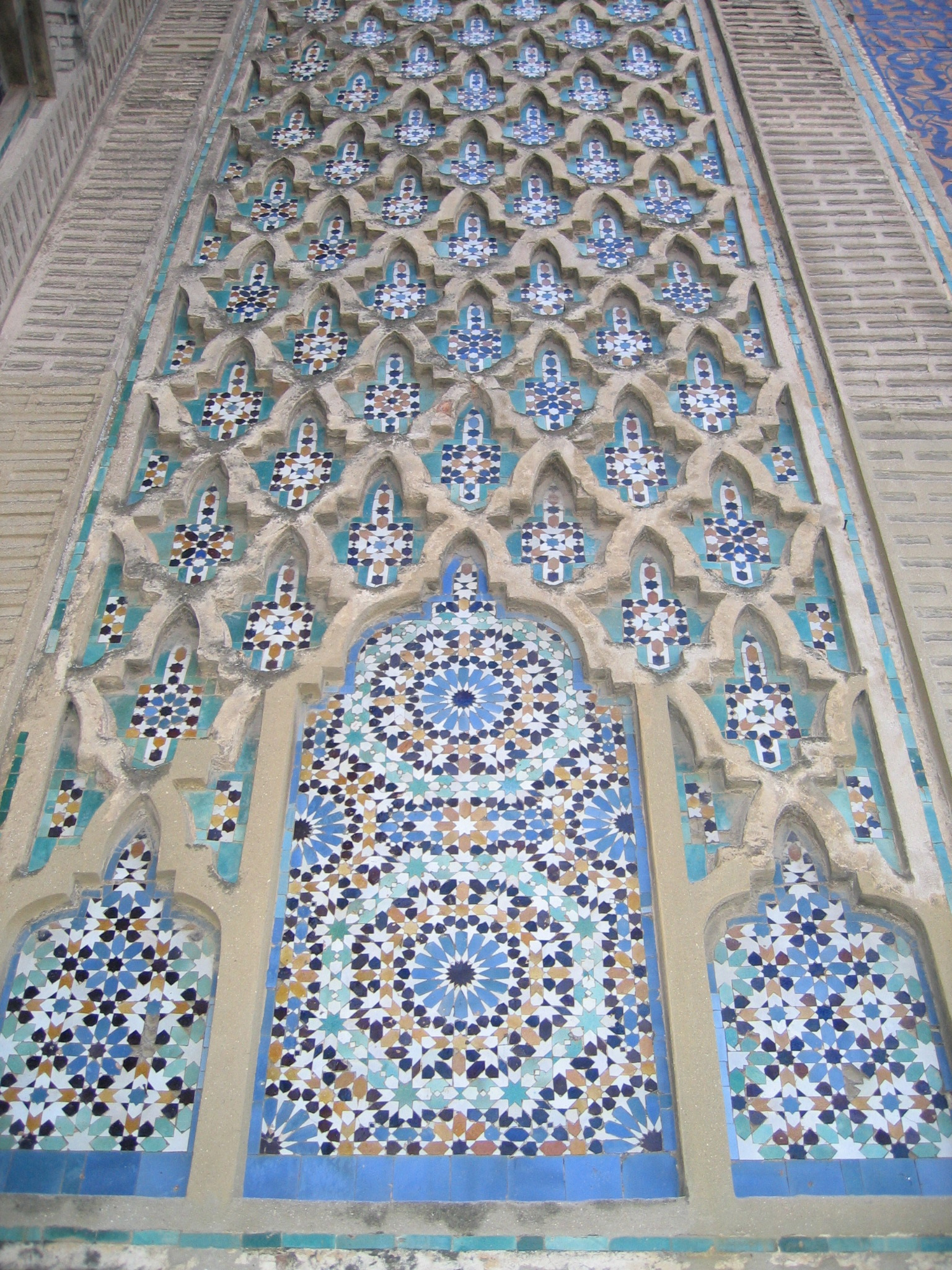
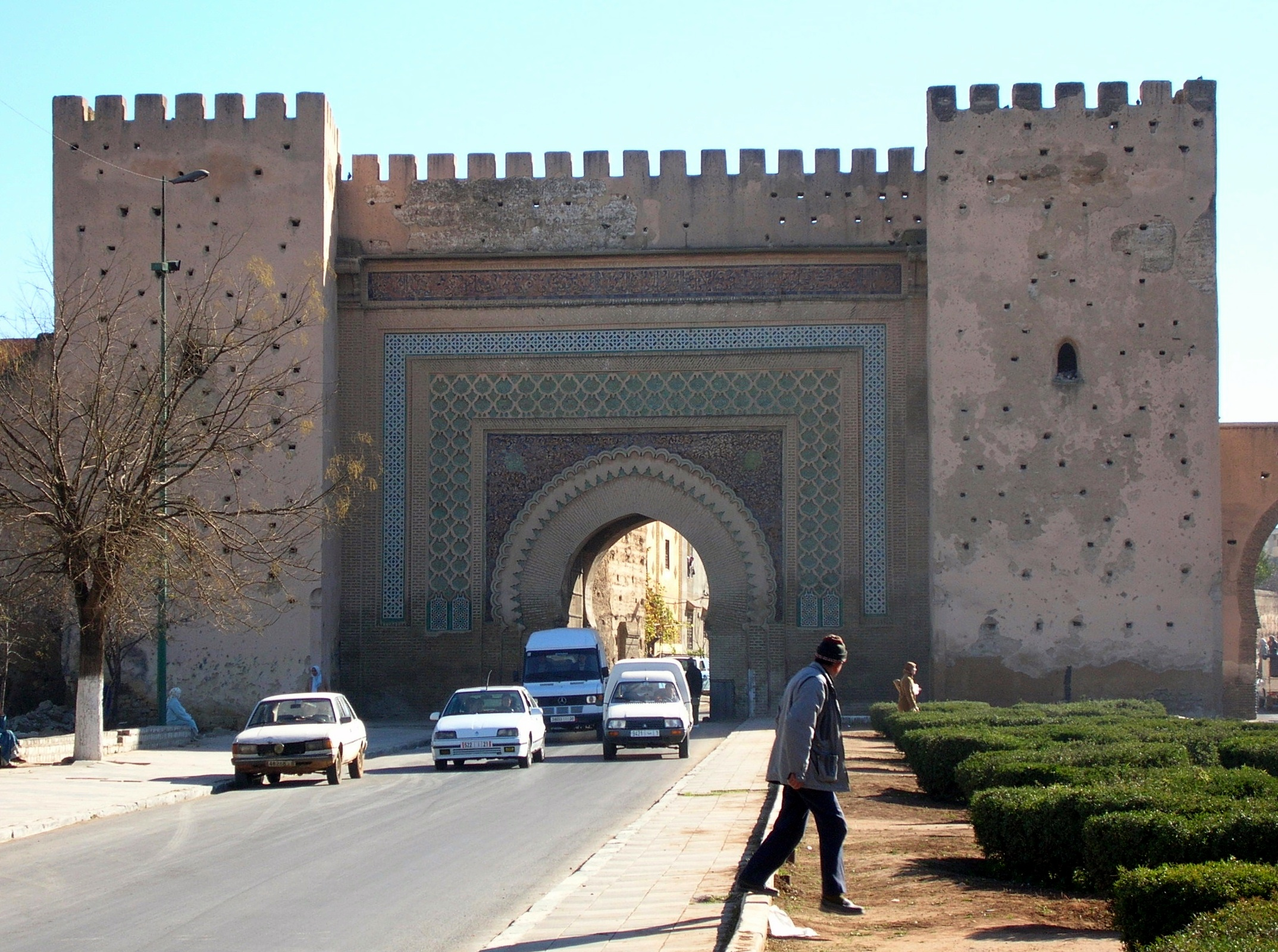
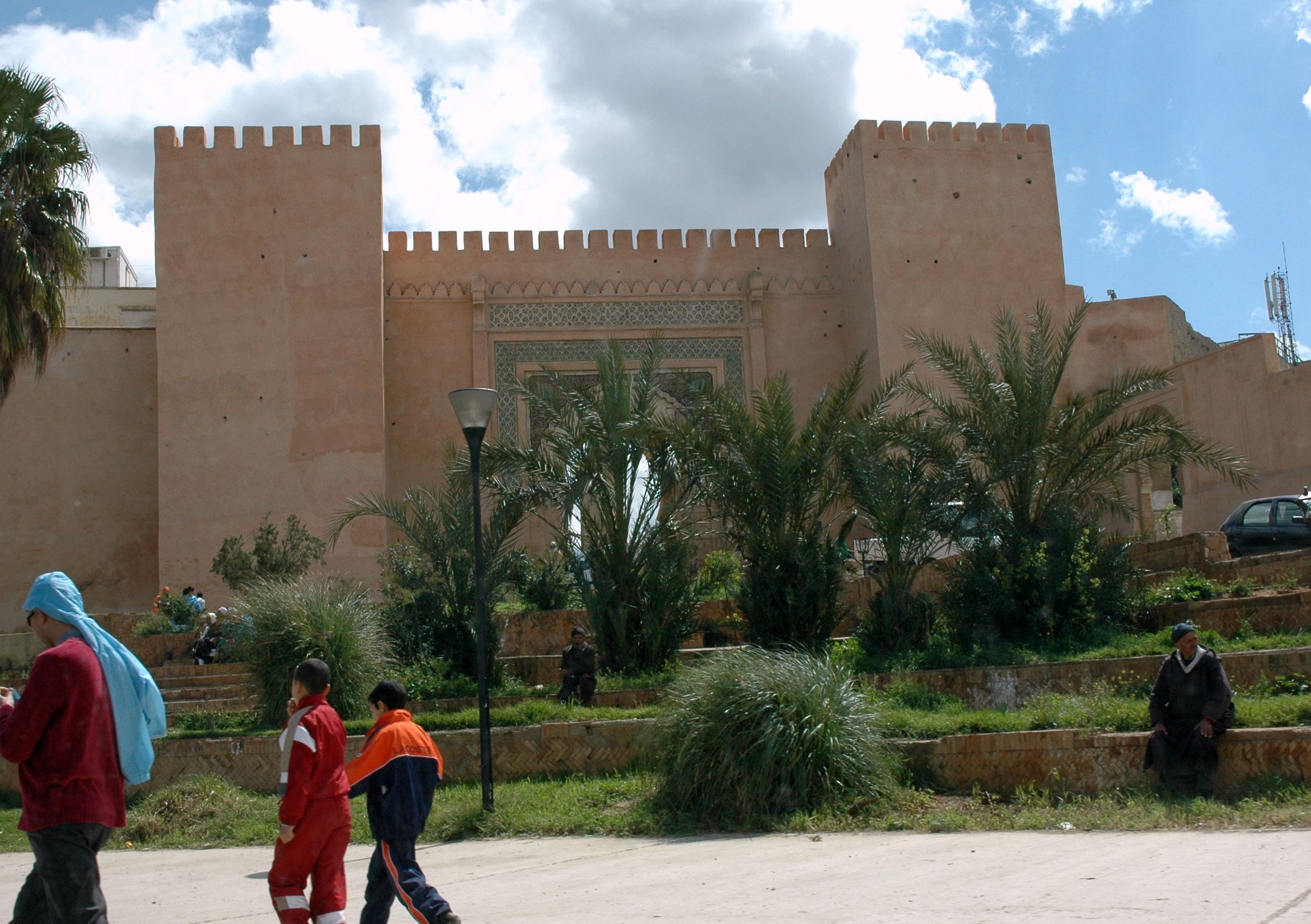
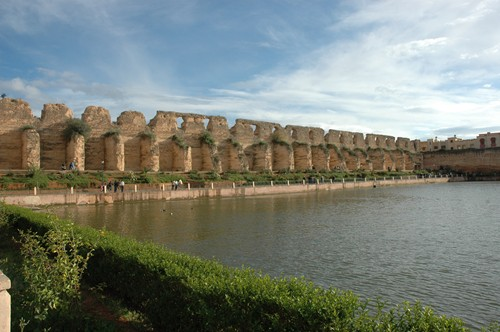
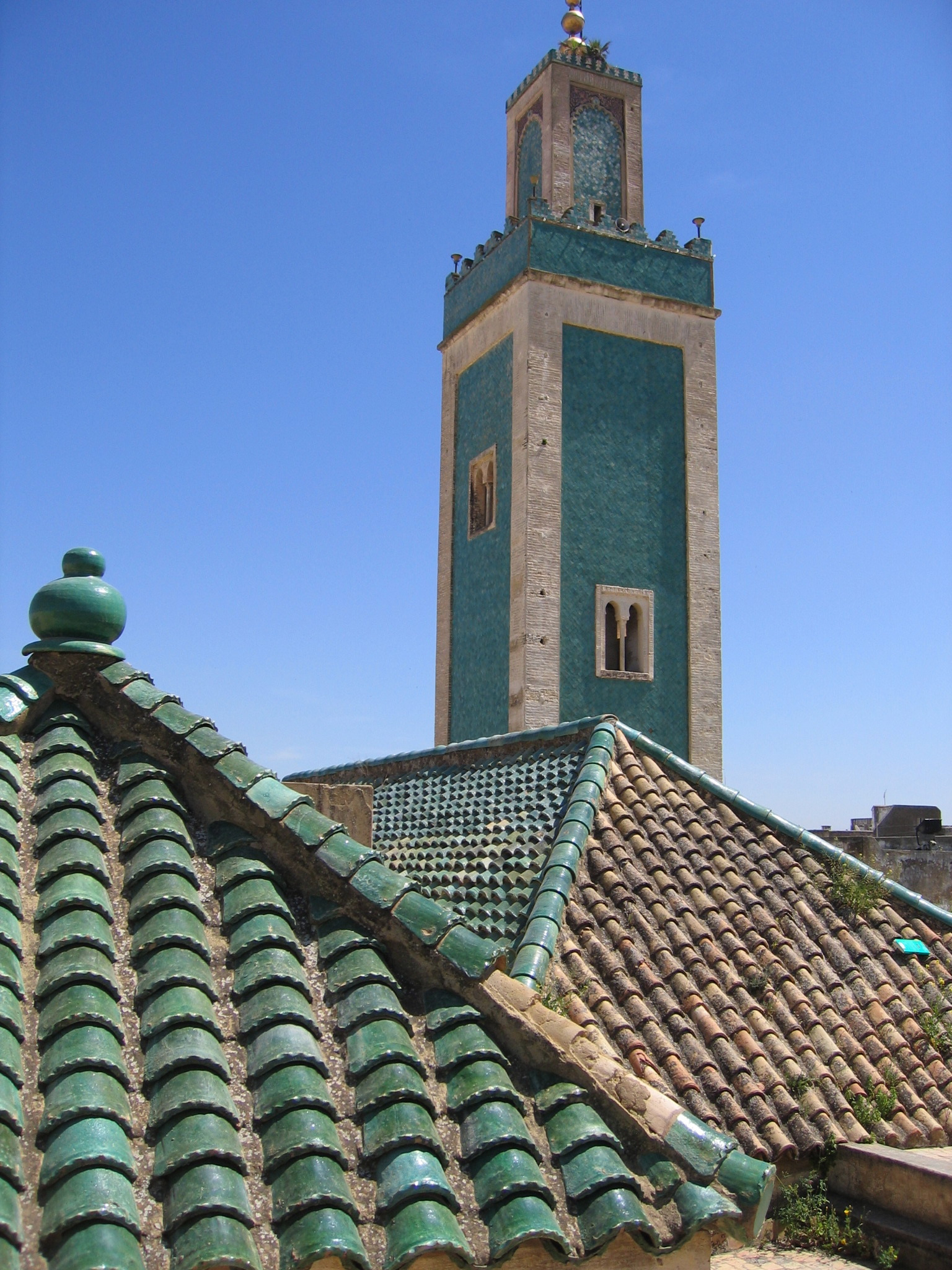
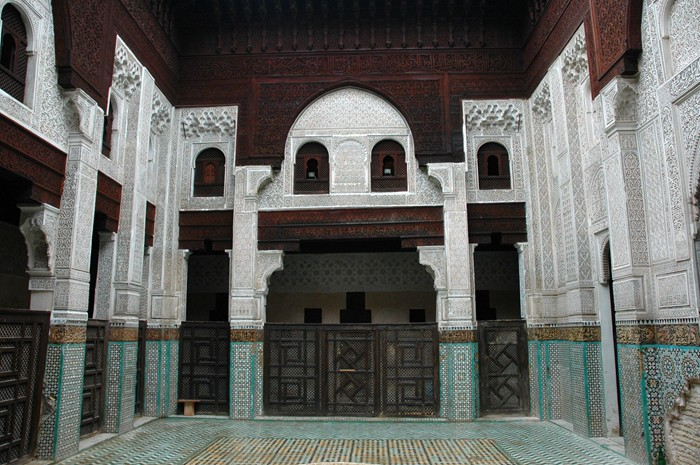
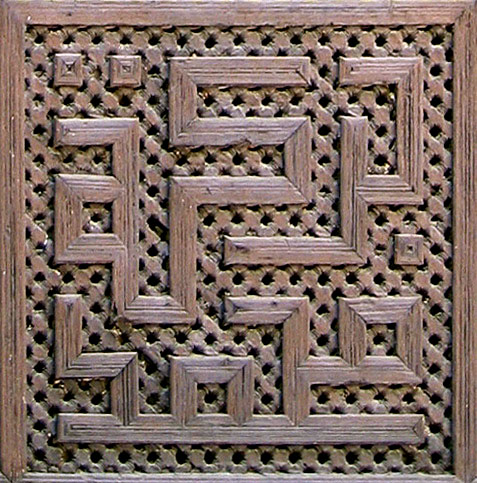
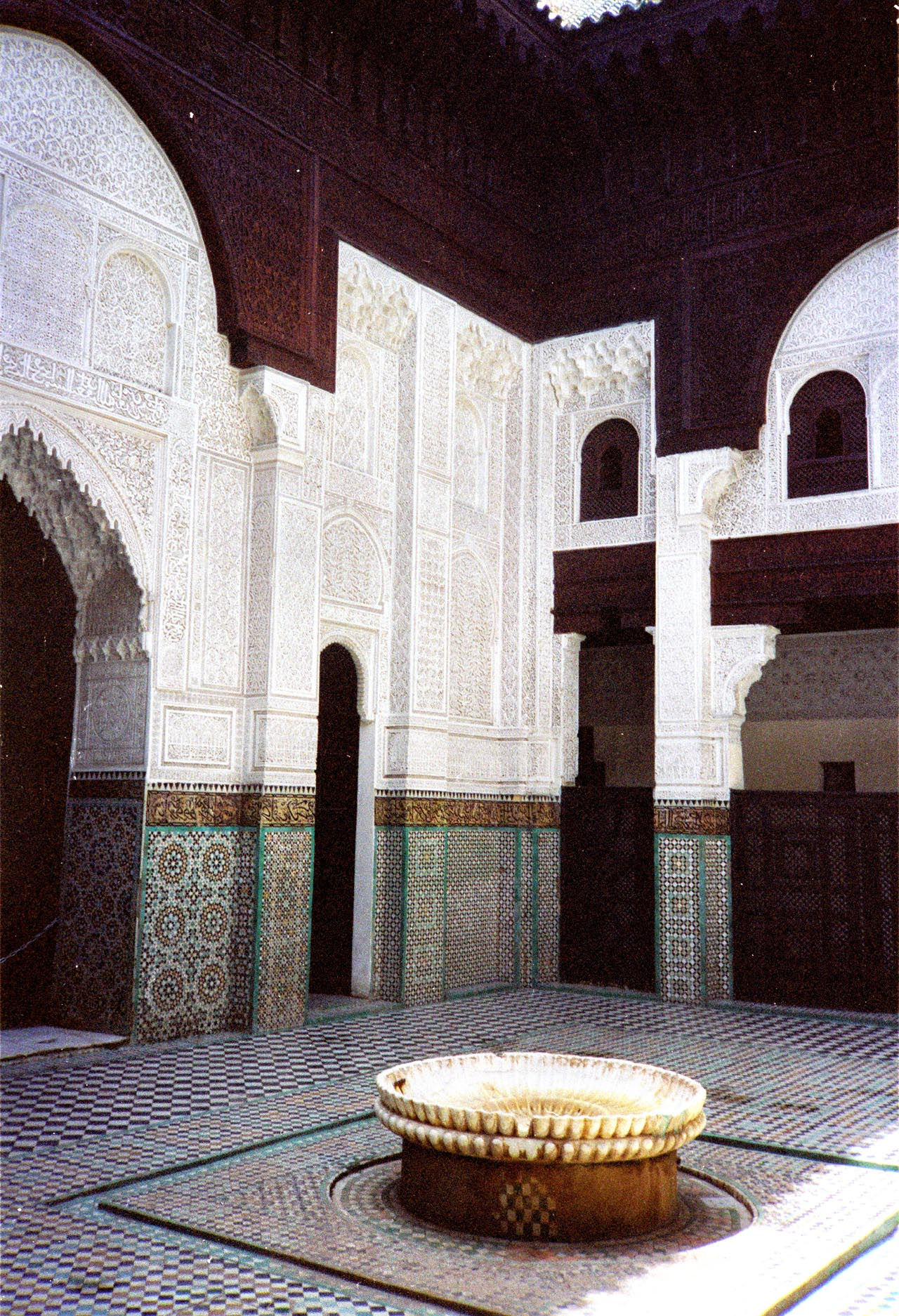
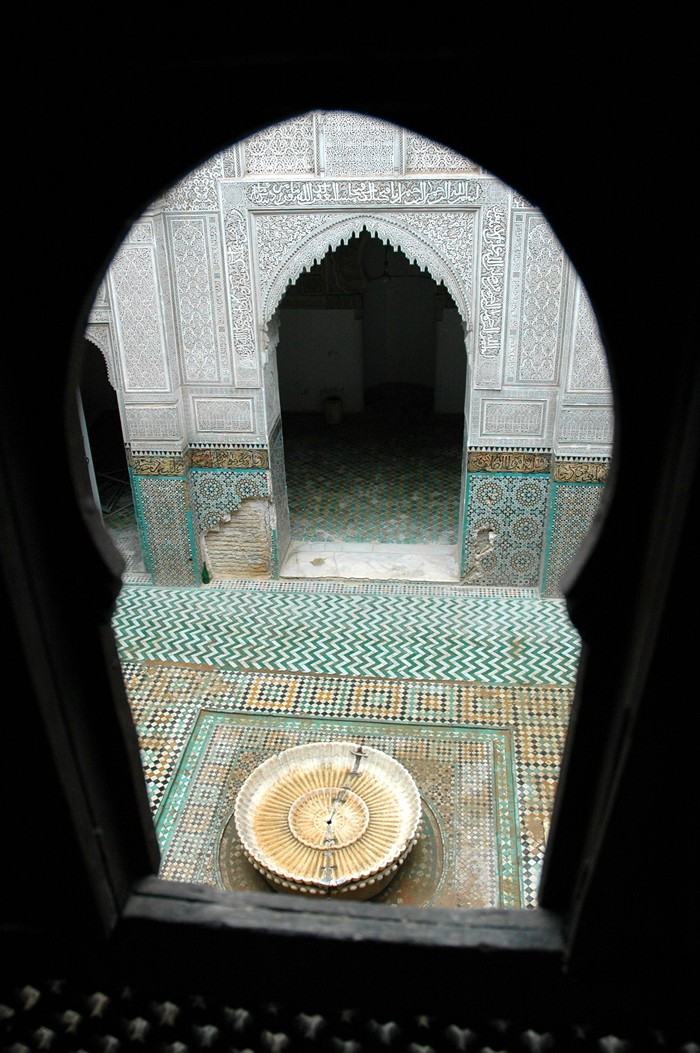
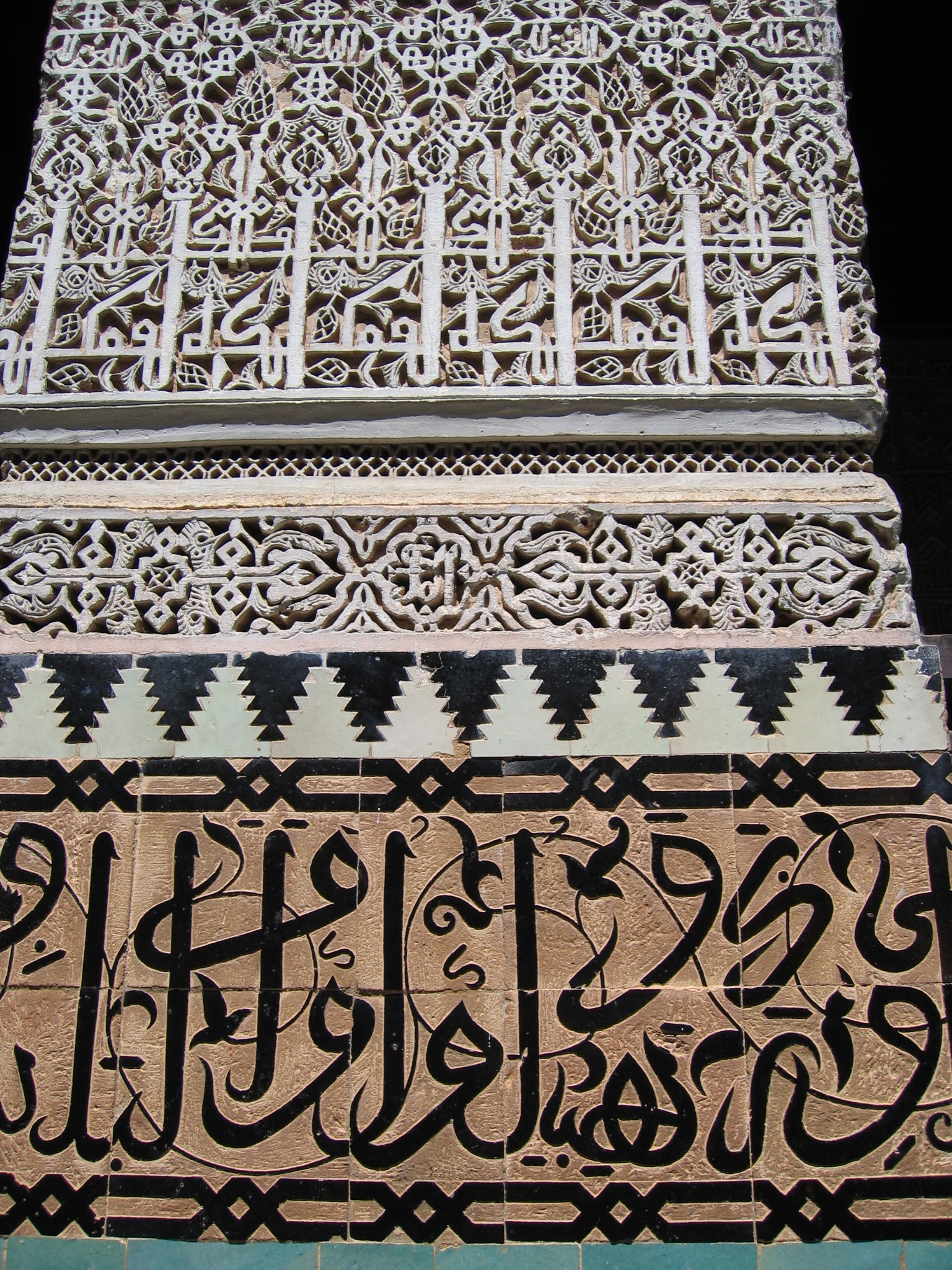
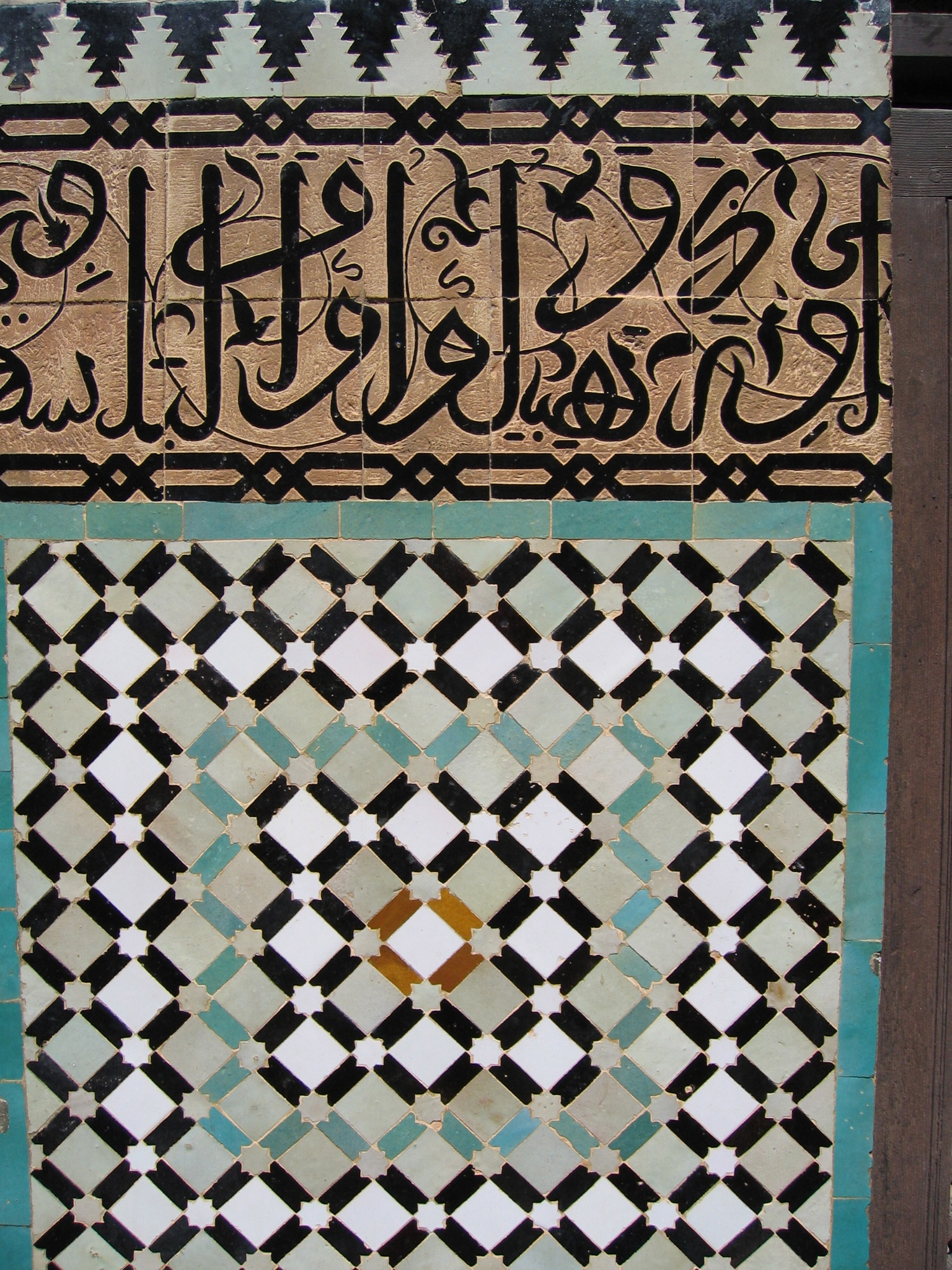
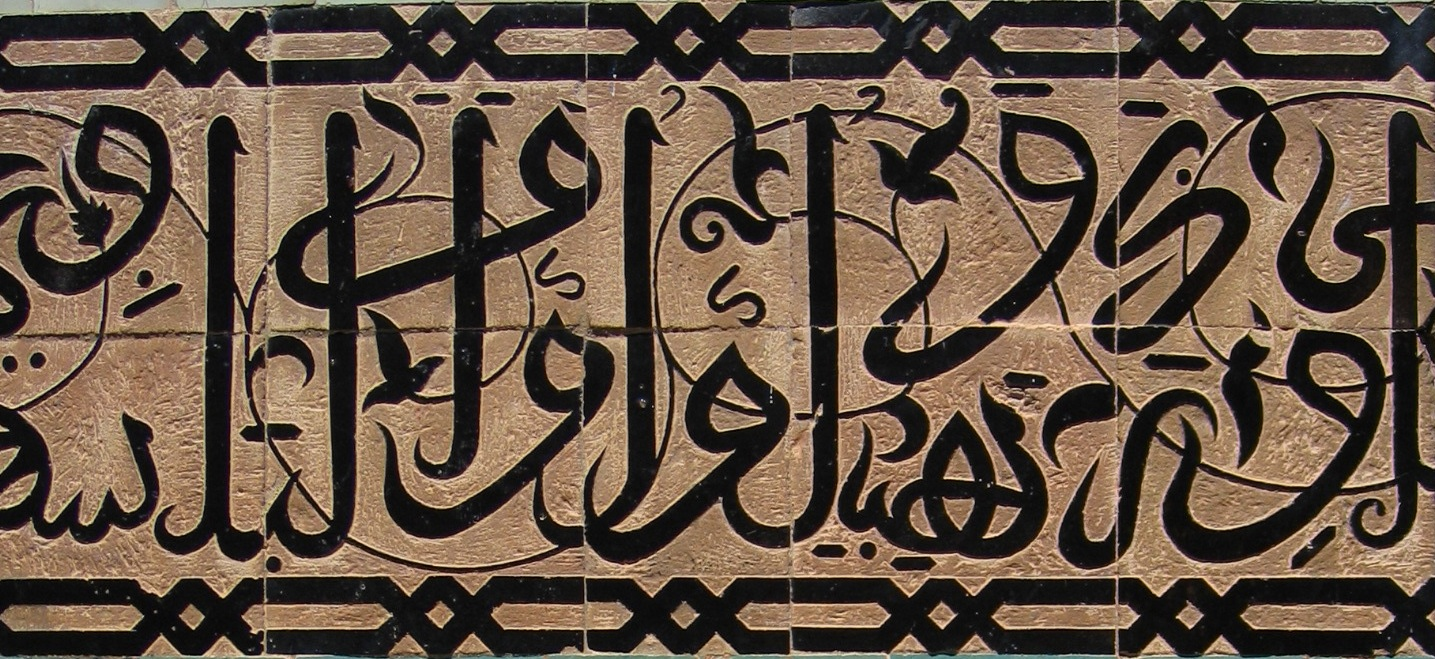
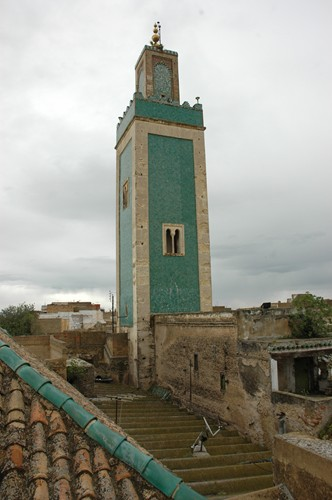
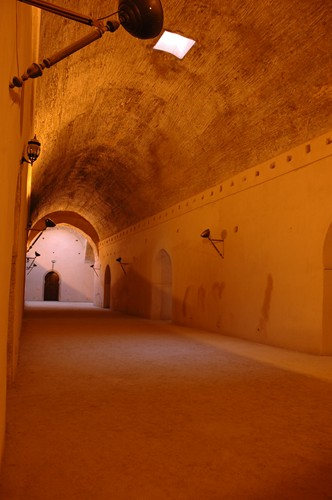
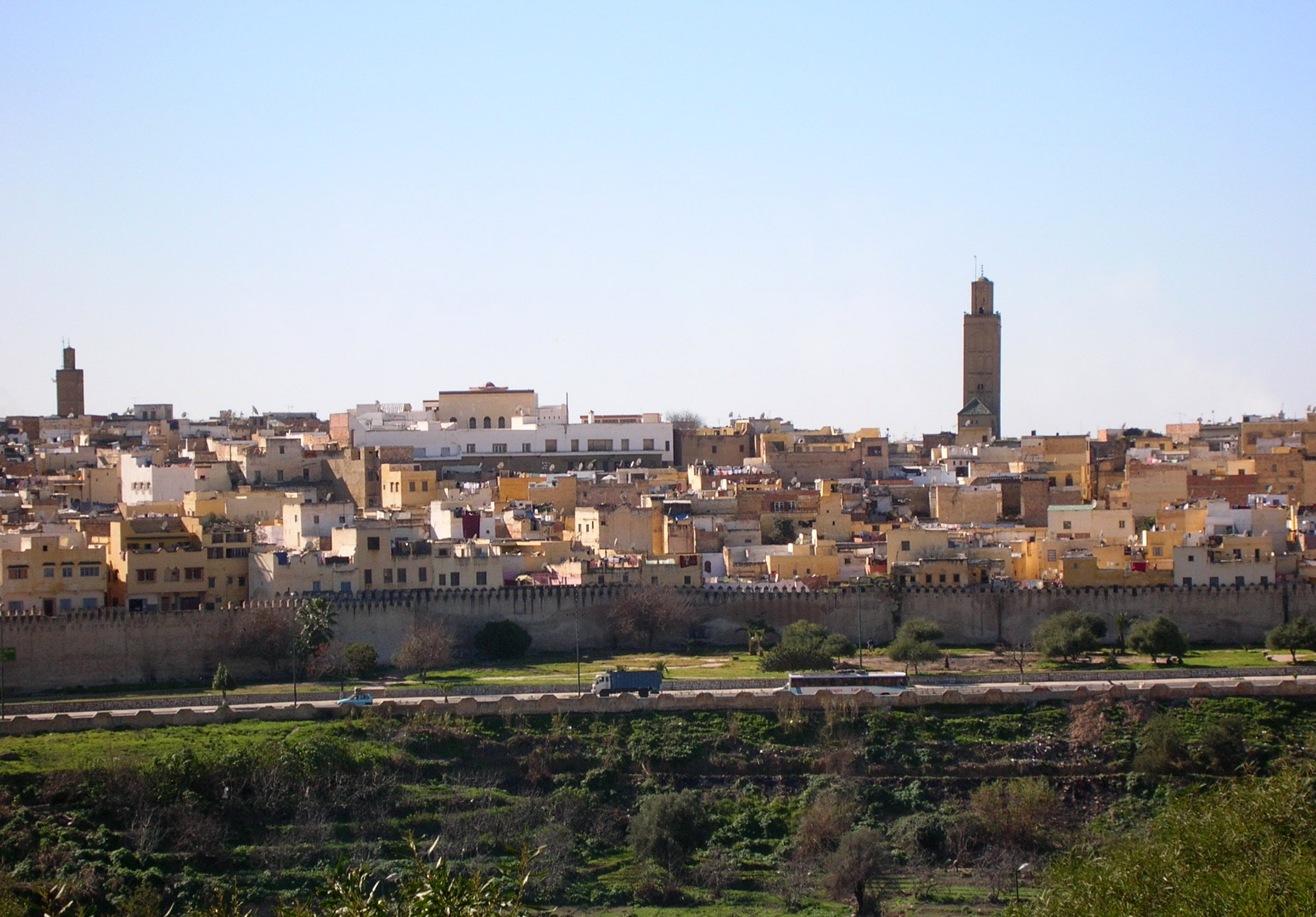
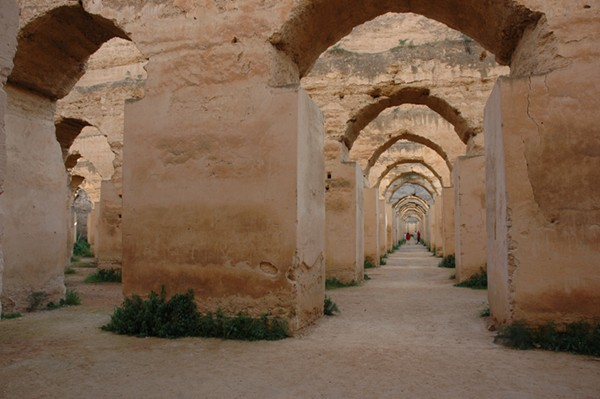
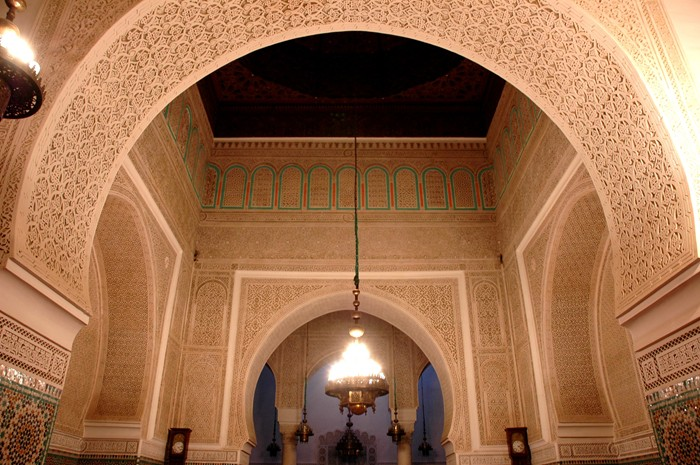
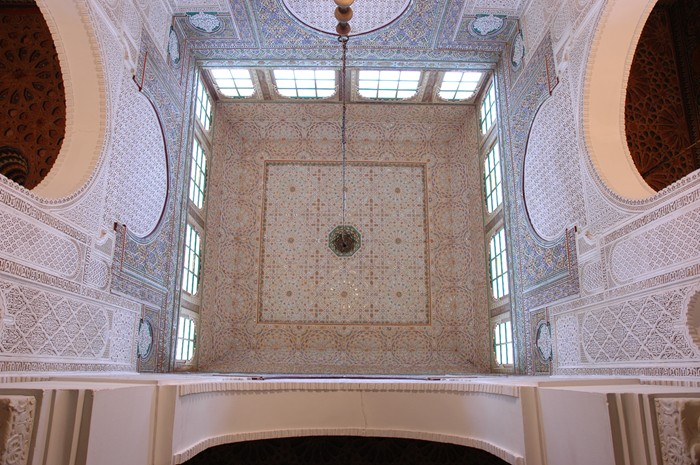
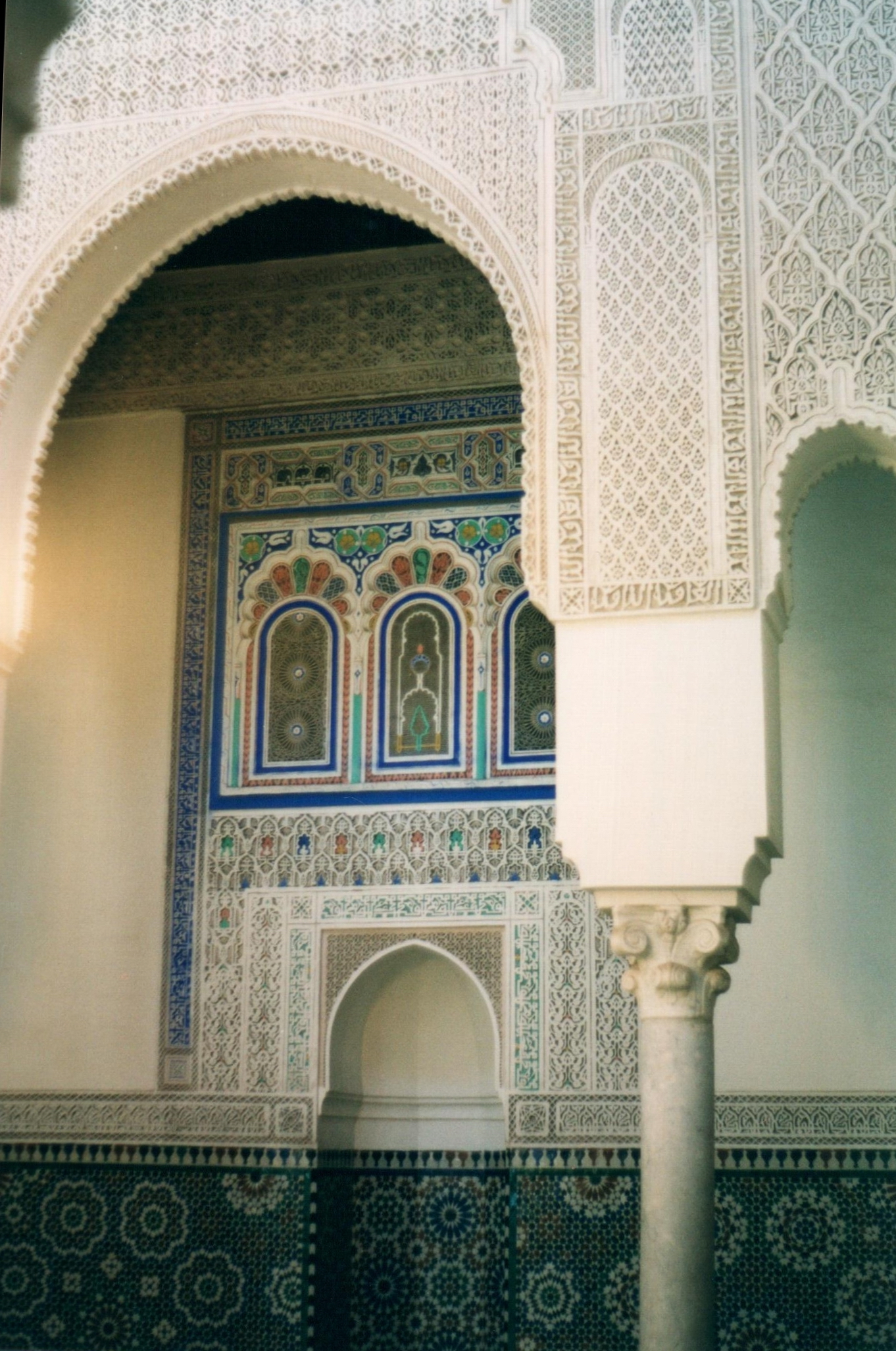
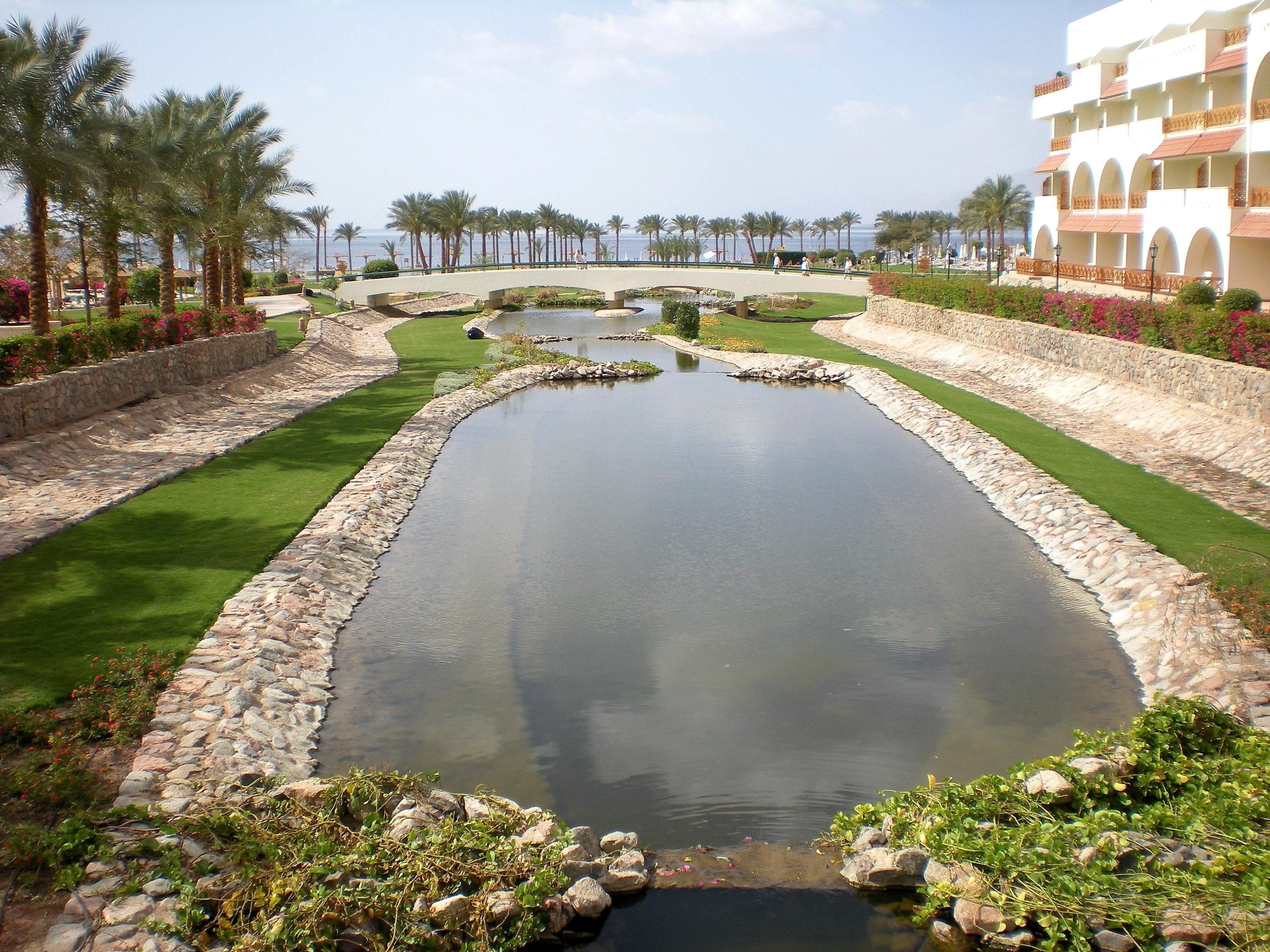
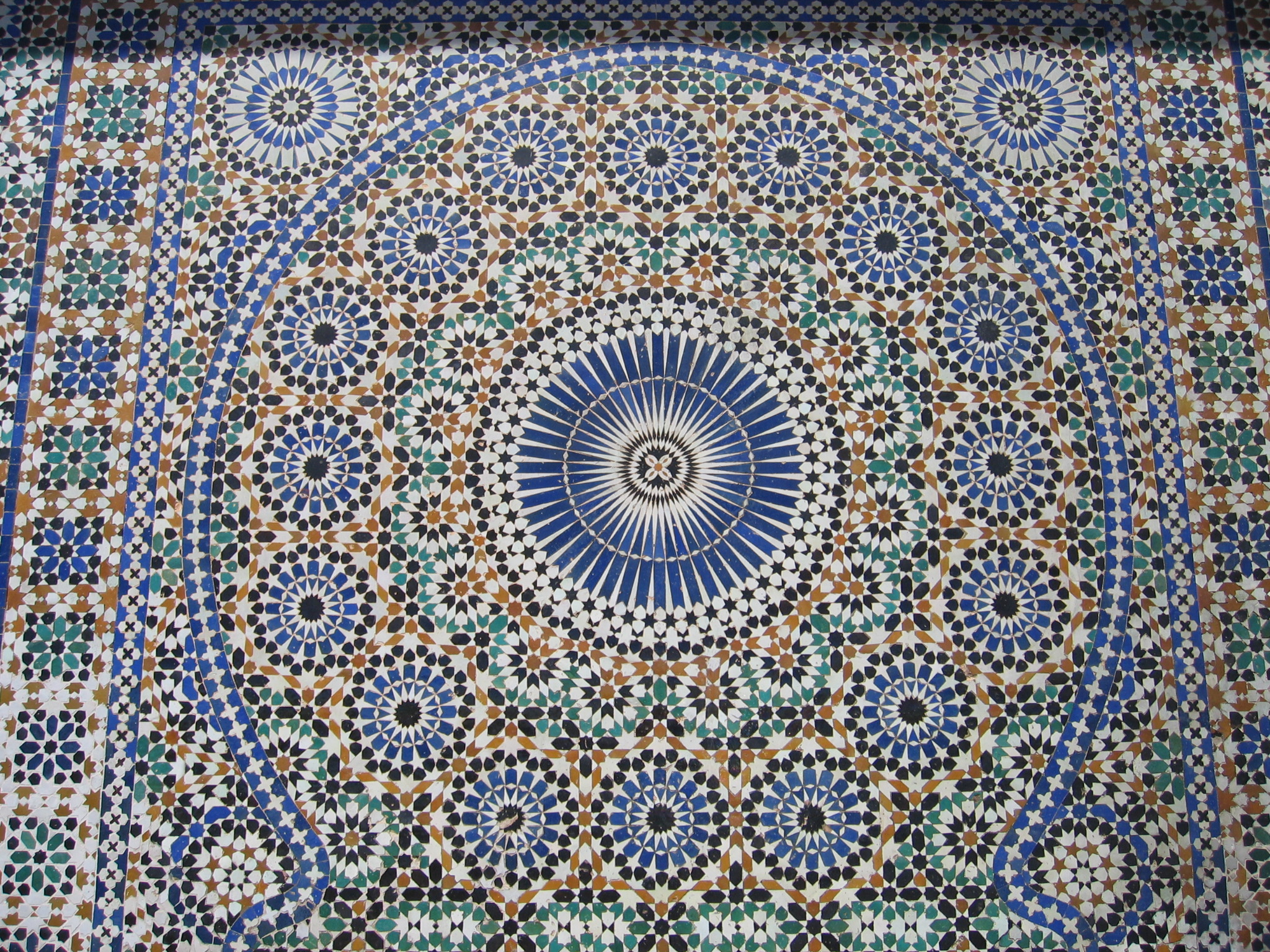
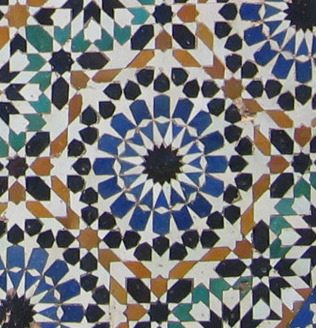
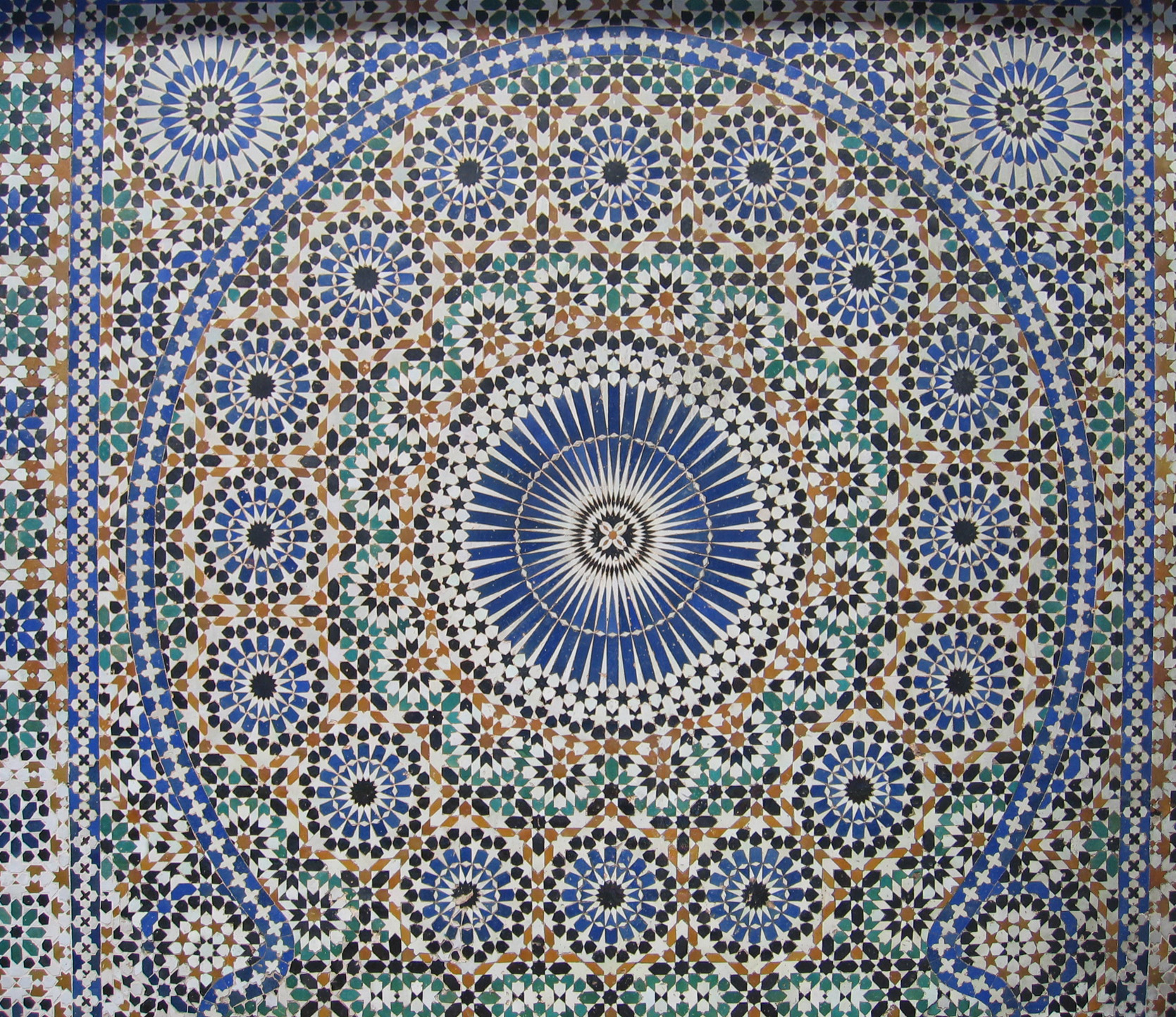
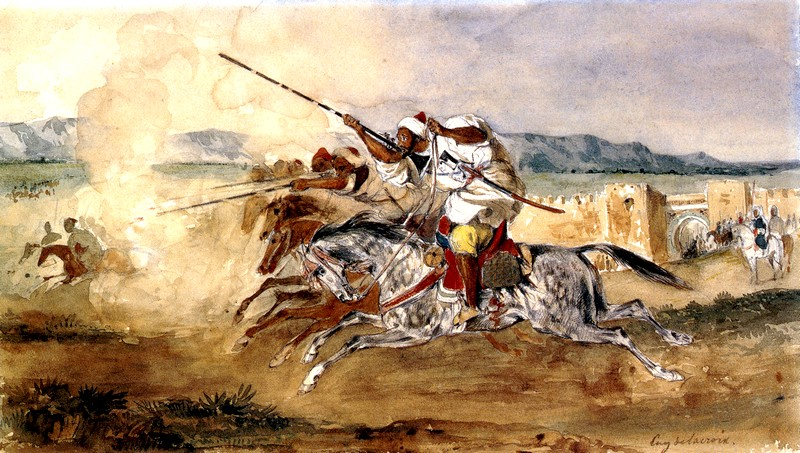
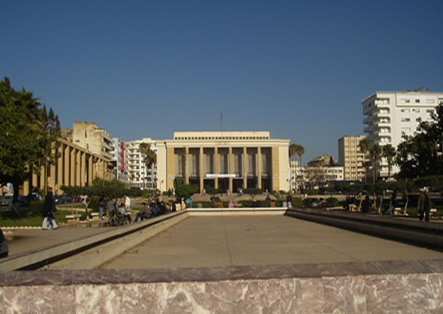
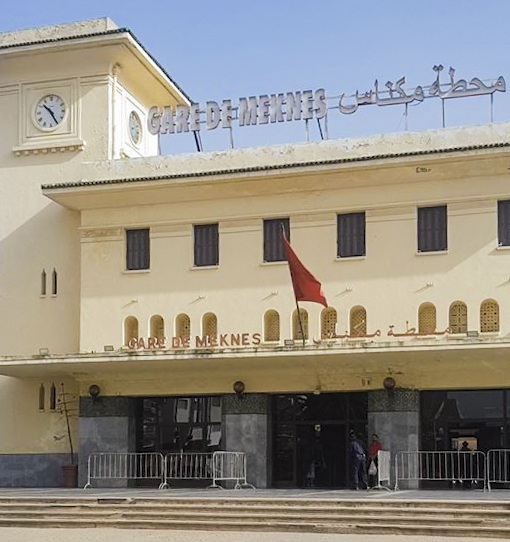
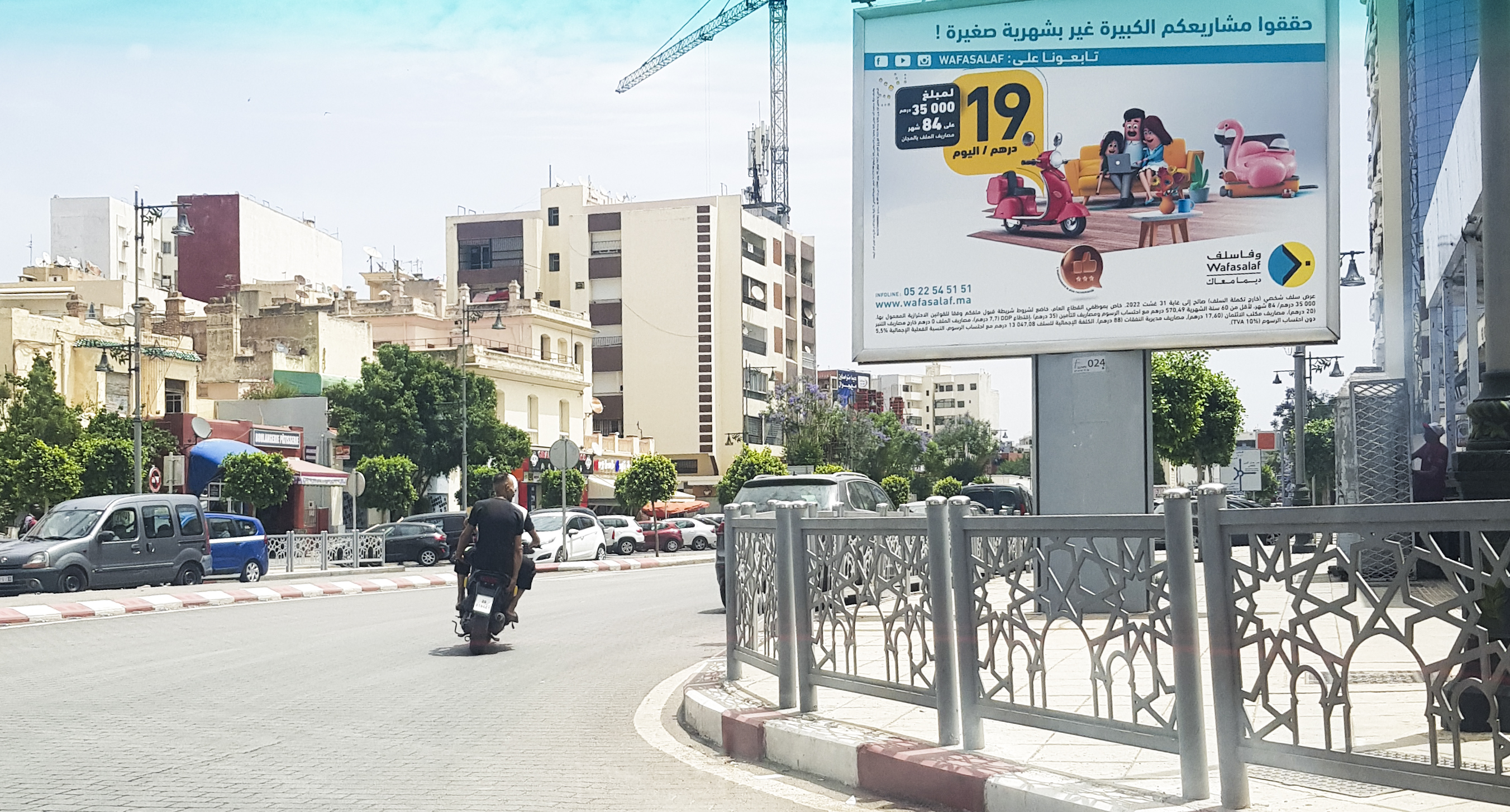
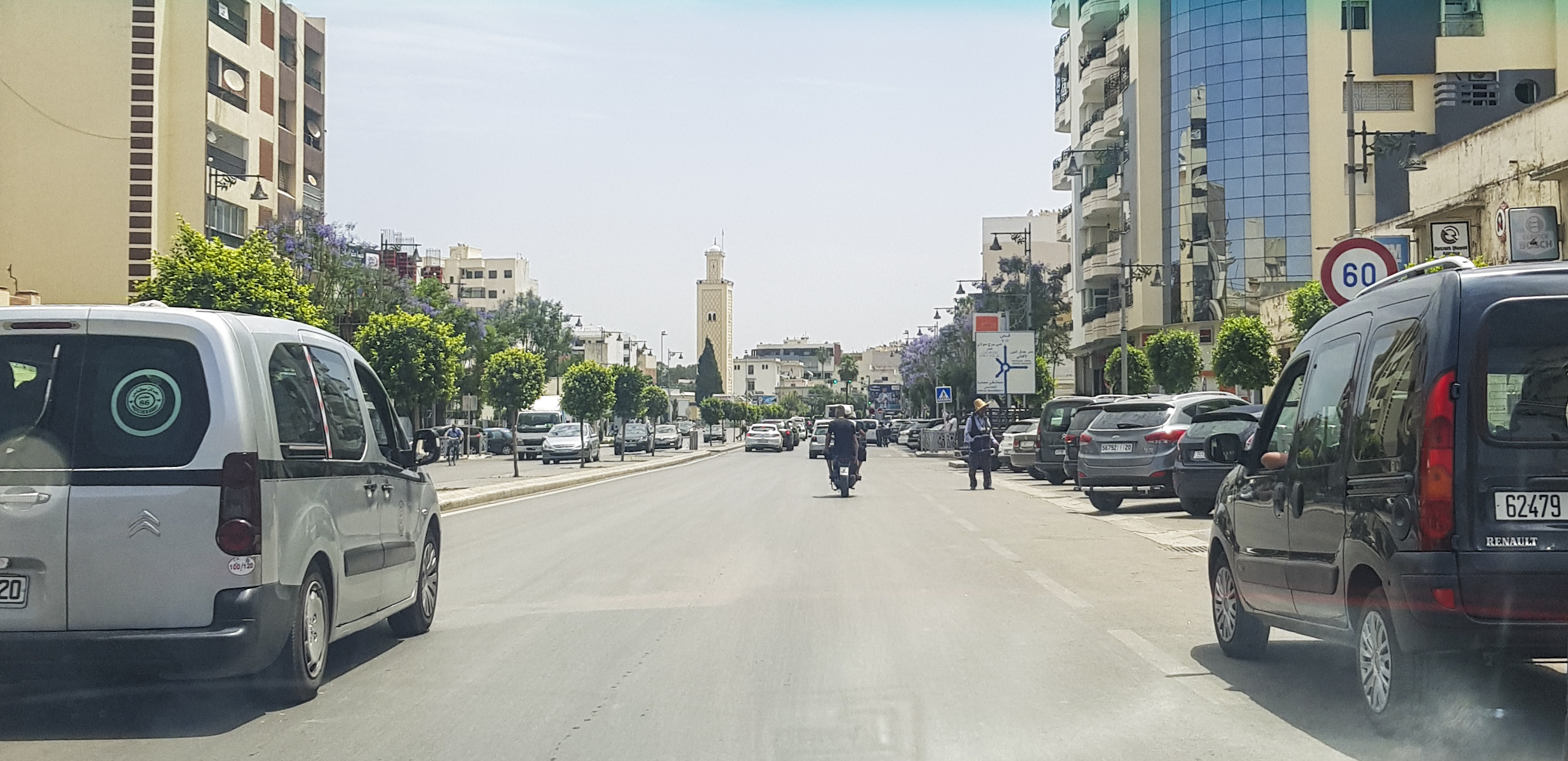

## وصلات خارجية
- [www.meknes.ma جماعة مكناس]
- مكناس من صفحة وزارة الثقافة المغربية.